# Campionato mondiale di Formula 1 2015

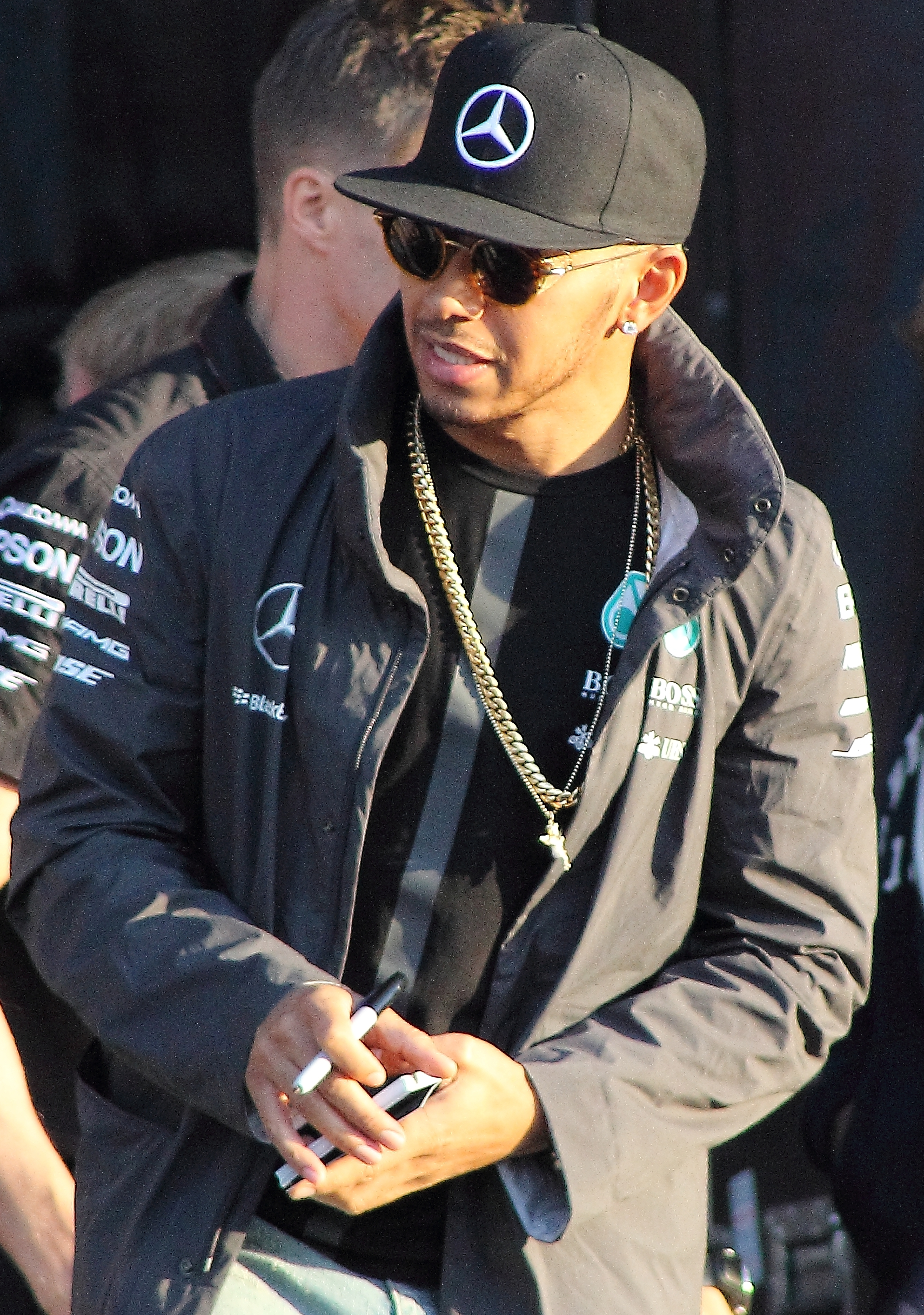
Lewis Hamilton si è aggiudicato per la terza volta il Campionato piloti.

Il campionato mondiale di Formula 1 2015 organizzato dalla FIA è stato, nella storia della categoria, il 66º ad assegnare il campionato piloti e il 58º ad assegnare il campionato costruttori. È iniziato il 15 marzo ed è terminato il 29 novembre, dopo 19 gare.
Il titolo di campione mondiale piloti è stato vinto per la terza volta, dopo il 2008 e il 2014, da Lewis Hamilton, mentre quello di campione mondiale costruttori è stato vinto per la seconda volta consecutiva dalla Mercedes, squadra per la quale ha corso lo stesso Hamilton.

## La prestagione

### Il calendario
Poco prima del Gran Premio d'Italia 2014 venne comunicata la prima bozza di calendario per la stagione 2015. L'inizio della stagione era fissato il 15 marzo col Gran Premio d'Australia, mentre il campionato sarebbe terminato il 22 o 29 novembre ad Abu Dhabi. Le gare sarebbero salite a 20 col ritorno del Gran Premio del Messico, posizionato in ottobre. Il Gran Premio di Cina precede ora quello del Bahrein.
Il 12 settembre la Federazione Internazionale dell'Automobile ha diramato il calendario per la stagione 2015. Le gare, come già previsto, salgono a 20. Rispetto alla prima bozza, presentata nel corso del weekend di Monza, la gara in Giappone è fissata solo una settimana dopo quella in Russia, e il Gran Premio messicano è posticipato a quello degli Stati Uniti. L'ultima gara è fissata ad Abu Dhabi per il 29 novembre.
Dopo il Consiglio Mondiale della FIA, tenuto a Doha nel dicembre 2014, la Federazione aveva inserito in calendario un ventunesimo Gran Premio, quello di Corea, posizionato al 3 maggio. L'evento era da confermare. Successivamente la gara è stata cancellata.
Per ragioni di sicurezza la FOM ha deciso di anticipare la partenza di 5 Gran Premi (Australia, Malesia, Cina, Giappone e Russia).
In marzo la FIA ha cancellato anche il Gran Premio di Germania, inizialmente previsto per il 19 luglio. Le gare scendono così a 19.
| Gara | Nome ufficiale del Gran Premio          | Circuito                          | Sede              | Data         | Ora    | Ora   | Diretta TV           |
| Gara | Nome ufficiale del Gran Premio          | Circuito                          | Sede              | Data         | Locale | UTC   | Diretta TV           |
| ---- | --------------------------------------- | --------------------------------- | ----------------- | ------------ | ------ | ----- | -------------------- |
| 1    | Rolex Australian Grand Prix             | Albert Park Circuit               | Melbourne         | 15 marzo     | 16:00  | 05:00 | Sky Sport F1 *       |
| 2    | Petronas Malaysia Grand Prix            | Sepang International Circuit      | Sepang            | 29 marzo     | 15:00  | 07:00 | Sky Sport F1 *       |
| 3    | Chinese Grand Prix                      | Shanghai International Circuit    | Shanghai          | 12 aprile    | 14:00  | 06:00 | Sky Sport F1 e Rai 1 |
| 4    | Gulf Air Bahrain Grand Prix             | Bahrain International Circuit     | Manama            | 19 aprile    | 18:00  | 15:00 | Sky Sport F1 *       |
| 5    | Gran Premio de España Pirelli           | Circuit de Catalunya              | Montmeló          | 10 maggio    | 14:00  | 12:00 | Sky Sport F1 *       |
| 6    | Grand Prix de Monaco                    | Circuit de Monaco                 | Monaco            | 24 maggio    | 14:00  | 12:00 | Sky Sport F1 e Rai 1 |
| 7    | Grand Prix du Canada                    | Circuit Gilles Villeneuve         | Montréal          | 7 giugno     | 14:00  | 18:00 | Sky Sport F1 *       |
| 8    | Großer Preis von Österreich             | Red Bull Ring                     | Spielberg         | 21 giugno    | 14:00  | 12:00 | Sky Sport F1 *       |
| 9    | British Grand Prix                      | Silverstone Circuit               | Silverstone       | 5 luglio     | 13:00  | 12:00 | Sky Sport F1 e Rai 1 |
| 10   | Pirelli Magyar Nagydíj                  | Hungaroring                       | Mogyoród          | 26 luglio    | 14:00  | 12:00 | Sky Sport F1 e Rai 1 |
| 11   | Shell Belgian Grand Prix                | Circuit de Spa-Francorchamps      | Francorchamps     | 23 agosto    | 14:00  | 12:00 | Sky Sport F1 *       |
| 12   | Gran Premio d'Italia                    | Autodromo nazionale di Monza      | Monza             | 6 settembre  | 14:00  | 12:00 | Sky Sport F1 e Rai 1 |
| 13   | Singapore Airlines Singapore Grand Prix | Singapore Street Circuit          | Singapore         | 20 settembre | 20:00  | 12:00 | Sky Sport F1 e Rai 1 |
| 14   | Japanese Grand Prix                     | Circuito di Suzuka                | Suzuka            | 27 settembre | 14:00  | 05:00 | Sky Sport F1 *       |
| 15   | Russian Grand Prix                      | Soči International Street Circuit | Soči              | 11 ottobre   | 14:00  | 11:00 | Sky Sport F1 *       |
| 16   | United States Grand Prix                | Circuito delle Americhe           | Austin            | 25 ottobre   | 14:00  | 19:00 | Sky Sport F1 e Rai 1 |
| 17   | Gran Premio de México                   | Autodromo Hermanos Rodríguez      | Città del Messico | 1º novembre  | 13:00  | 19:00 | Sky Sport F1 *       |
| 18   | Grande Prêmio Petrobras do Brasil       | Autódromo José Carlos Pace        | San Paolo         | 15 novembre  | 14:00  | 16:00 | Sky Sport F1 e Rai 1 |
| 19   | Etihad Airways Abu Dhabi Grand Prix     | Yas Marina Circuit                | Abu Dhabi         | 29 novembre  | 17:00  | 13:00 | Sky Sport F1 e Rai 1 |

I gran premi contrassegnati da * sono stati trasmessi in differita sulle reti Rai.

In verde sono segnati i paesi che nel 2015 hanno ospitato un Gran Premio di Formula 1, con sedi del circuito segnate con un punto nero. In grigio scuro sono quelli che li hanno ospitati in passato, gli ex circuiti ospitanti sono contrassegnati con un punto bianco.

### La presentazione delle vetture
| Costruttore         | Telaio     | Data lancio                   | Luogo lancio                                   |
| ------------------- | ---------- | ----------------------------- | ---------------------------------------------- |
| Force India         | VJM08      | 21 gennaio (livrea e musetto) | Città del Messico, Messico                     |
| Force India         | VJM08      | 19 febbraio (vettura)         | Circuito di Catalogna, Spagna                  |
| Williams F1         | FW37       | 22 gennaio                    | Sito ufficiale della scuderia                  |
| Lotus F1 Team       | E23 Hybrid | 26 gennaio                    | Sito ufficiale della scuderia                  |
| McLaren             | MP4-30     | 29 gennaio                    | McLaren Technology Centre, Woking, Regno Unito |
| Sauber F1 Team      | C34        | 30 gennaio                    | Sito ufficiale della scuderia                  |
| Scuderia Ferrari    | SF15-T     | 30 gennaio                    | Sito ufficiale della scuderia                  |
| Scuderia Toro Rosso | STR10      | 31 gennaio                    | Circuito di Jerez de la Frontera, Spagna       |
| Mercedes AMG F1     | W06 Hybrid | 1º febbraio                   | Circuito di Jerez de la Frontera, Spagna       |
| Red Bull Racing     | RB11       | 1º febbraio                   | Circuito di Jerez de la Frontera, Spagna       |
| Marussia            | MR03B      | 13 marzo                      | Circuito Albert Park, Australia                |

### I test
Sono tre le sedute di test precampionato svoltesi. La prima si tenne tra il 1º e il 4 febbraio sul Circuito di Jerez, mentre la seconda e la terza si svolsero sul Circuito del Montmeló tra il 19 e 22 febbraio e tra il 26 febbraio e il 1º marzo.
Furono invece ridotte da 4 a 2 le occasioni per dei test durante la stagione. Il primo appuntamento fu sul Circuito di Catalogna, tra il 12 e 13 maggio; il secondo sul Red Bull Ring, il 22 e 23 giugno. Entrambi gli appuntamenti seguirono i Gran Premi svolti su tali tracciati.

### Accordi e fornitori

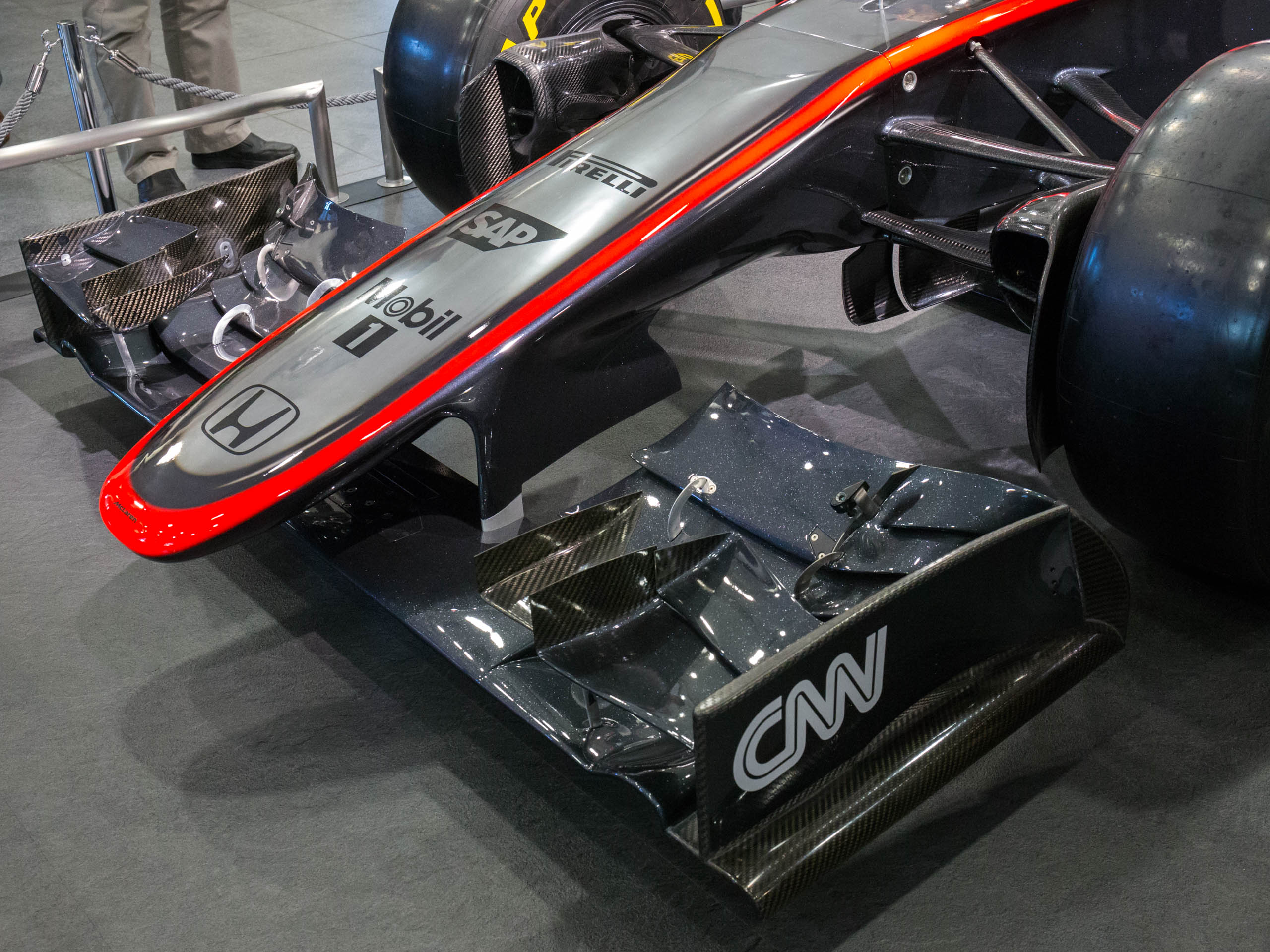
La Honda torna a motorizzare la McLaren dopo ventitré anni.

Il Lotus F1 Team utilizza, da questa stagione, la power unit fornita dalla Mercedes. La scuderia britannica abbandona anche la Total quale fornitore dei lubrificanti, per adottare quelli della Petronas.
La Honda rientra nel campionato mondiale fornendo i motori alla McLaren, che abbandona così la collaborazione con la Mercedes. La casa nipponica mancava dalla F1 dal termine della stagione 2008, quando aveva ceduto la propria scuderia a Ross Brawn. La Honda ha già supportato la McLaren, nel periodo tra il 1988 e il 1992, ottenendo 44 vittorie, 53 pole position, 30 giri veloci, 4 campionati del mondo costruttori su 8 e 4 campionati piloti.
La Marussia ha tenuto il motore Ferrari dell'anno scorso (59/3) mentre la Sauber ha iniziato col 59/3 e poi l'ha sostituito con quello di quest'anno (59/4), che fornisce 30 cavalli in più.

## Scuderie e piloti

### Scuderie
Nel dicembre 2013 la FIA ha lanciato un bando per ricercare una dodicesima scuderia, che avrebbe dovuto esordire nella stagione 2015 o 2016, garantendo la sua permanenza nel campionato almeno fino alla stagione 2020. Il termine entro il quale gli interessati avrebbero dovuto fare pervenire le loro richieste era fissato al 3 gennaio 2014. Ad aprile venne ufficializzata dalla FIA l'ammissione del team statunitense Haas a partire dal campionato 2015. Successivamente il team ha annunciato la sua intenzione a posticipare al 2016 l'entrata nel campionato mondiale. Le altre proposte giunte alla FIA furono quella della scuderia rumena Forza Rossa, che sembrò inizialmente essere stata accettata per poi negare di aver ottenuto la licenza, e la Stefan Grand Prix, team serbo già in passato vicino all'ingresso nel campionato.
Nel corso del 2015 la Federazione ha lanciato un nuovo bando per la ricerca di un'ulteriore scuderia. Inizialmente le richieste sarebbero dovuto pervenire entro il 23 giugno, ma la FIA ha successivamente deciso di prorogare il termine di presentazione delle candidature al 23 luglio. Questo nuovo team dovrebbe esordire nella stagione 2016 o 2017. La Federazione stabilì nel 30 settembre la data limite per l'eventuale accettazione di un nuovo team nel campionato. Il 14 agosto la FIA invece annuncia che nessuna delle due offerte arrivate soddisfa i criteri stabiliti per l'accesso al campionato, confermando così che solo 11 team sono ammessi alla stagione 2016.

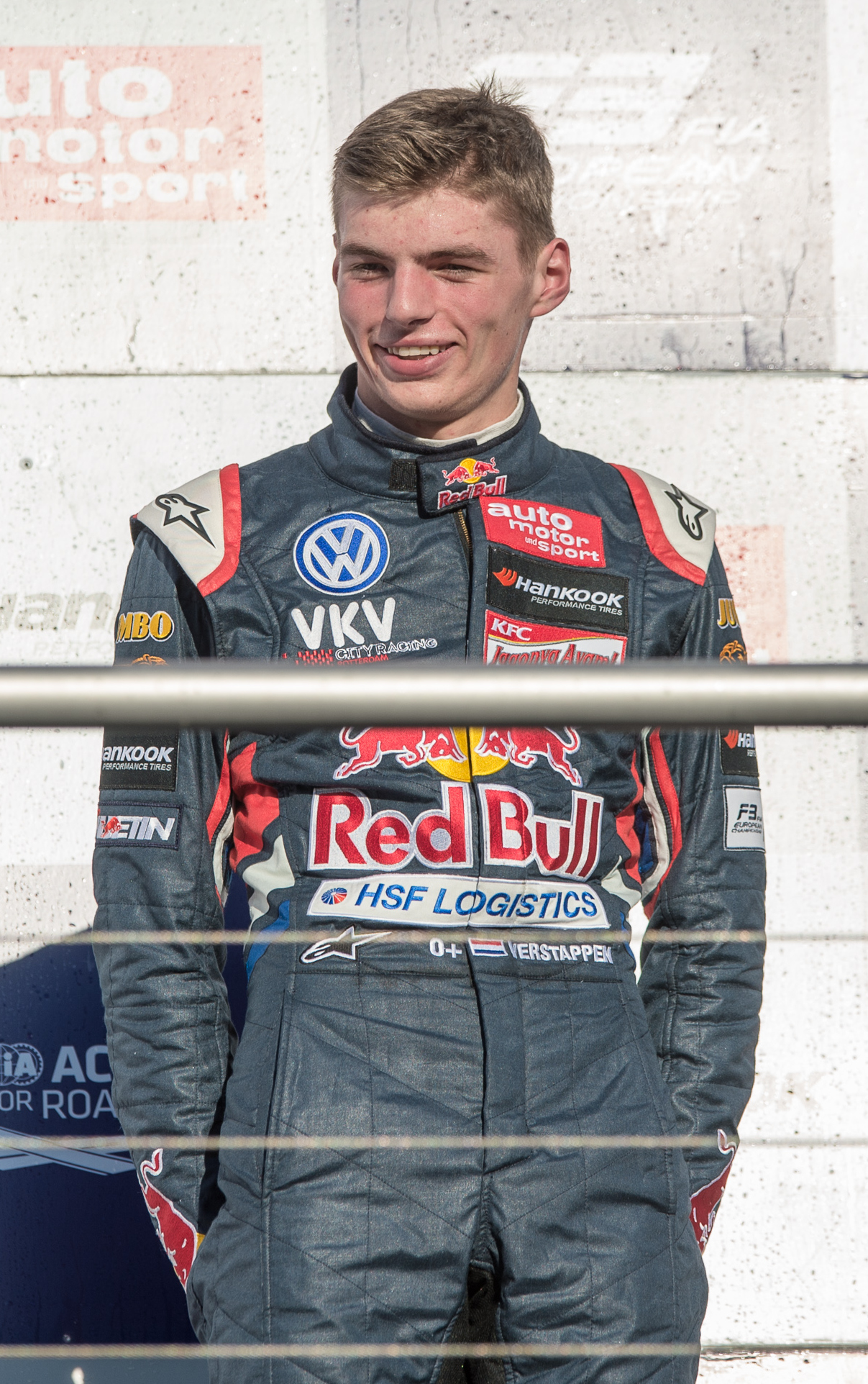
Max Verstappen viene ingaggiato dalla Scuderia Toro Rosso. L'olandese diventerà il più giovane pilota ad aver partecipato a una gara del mondiale di F1.

A novembre 2014 la Federazione Internazionale dell'Automobile pubblica la lista delle scuderie ammesse a partecipare alla stagione 2015: sono confermati tutti i team che hanno corso nel 2014, comprese la Caterham e la Marussia, indicata col nome di Manor F1 Team. Quest'ultima ha comunicato, successivamente, la definitiva cessazione dell'attività per il 2014. La scuderia però non aveva escluso la possibilità di partecipare alla stagione 2015. Il 19 febbraio la società di revisione che detiene i beni della scuderia ha affermato che è stato raggiunto un accordo coi creditori dell'azienda, che consente che il controllo della stessa torni nelle mani degli amministratori originari. Il 27 febbraio la Marussia, con il nuovo appellativo di Manor Marussia e conseguente cambio di licenza sportiva da russa a britannica, viene inserita nella lista ufficiale delle scuderie ammesse al campionato 2015. Nella prima prova stagionale, il Gran Premio d'Australia, la Marussia, dopo aver saltato per problemi tecnici tutte e tre le sessioni delle prove libere, non prende parte nemmeno alle qualifiche. La FIA ha comunque deciso di non sanzionare la scuderia, riconoscendo alla stessa la presenza sul tracciato e l'approntamento di quanto necessario per competere.
A poco più di un mese dall'inizio del campionato, viene fissata la vendita all'asta di tutti i beni della Caterham che, di fatto, sparisce dal circus.

### Piloti
Sebastian Vettel ha annunciato, nel corso del fine settimana del Gran Premio del Giappone 2014, la sua intenzione di lasciare la Red Bull, al termine della stagione. Il tedesco ha corso per la scuderia angloaustriaca dal 2009, vincendo 4 titoli di campione del mondo piloti. La scuderia lo sostituisce con il pilota russo, impegnato precedentemente alla Toro Rosso, Daniil Kvjat.
Fernando Alonso lascia la Ferrari, dopo 5 stagioni. Lo spagnolo ha corso con la scuderia italiana 96 gare, vincendo 11 Gran Premi, ottenendo 4 pole position, 8 giri veloci e 44 podi. È stato secondo nella classifica del campionato del mondo riservato ai piloti nelle stagioni 2010, 2012 e 2013. Al suo posto viene ingaggiato Sebastian Vettel. Il pilota spagnolo è stato, a sua volta, ingaggiato dalla McLaren, scuderia con cui disputò la stagione 2007: Alonso fa coppia col confermato Jenson Button, mentre Kevin Magnussen diventa pilota collaudatore del team. A seguito delle conseguenze di un incidente patito da Alonso nel corso dei test effettuati a Montmeló, per la prima gara, in Australia, lo spagnolo è sostituito da Magnussen. Lo spagnolo torna alla guida della vettura britannica dal GP della Malesia.

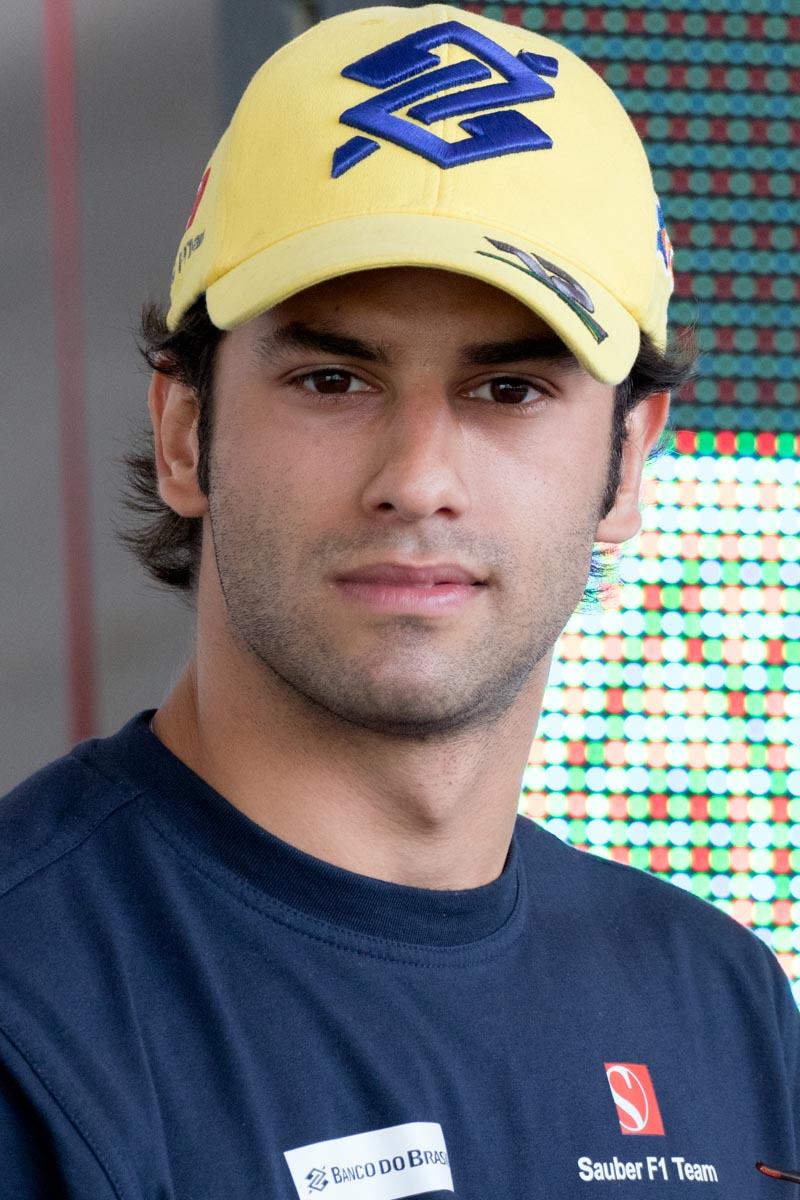
Il brasiliano Felipe Nasr fa il suo esordio in F1 con la Sauber. È il trentesimo pilota del suo Paese a competere in un Gran Premio iridato nella massima formula.

La Scuderia Toro Rosso ha reso noto che il pilota olandese Max Verstappen, diciassettenne e figlio dell'ex pilota di F1 Jos Verstappen, è il pilota titolare per la stagione 2015, al posto del francese Jean-Éric Vergne (che a sua volta diventa collaudatore della Ferrari). Verstappen, che corre in F3, diventerà così il più giovane pilota ad aver corso nella massima formula. Ad affiancarlo la scuderia di Faenza ingaggia lo spagnolo, anch'esso all'esordio nella massima formula, Carlos Sainz Jr., anche lui figlio d'arte in quanto figlio del pilota di rally Carlos Sainz. Il pilota olandese ha scelto il numero 33, impiegato l'ultima volta da Paul Belmondo nelle qualifiche del Gran Premio d'Australia 1994, mentre lo spagnolo ha optato per il 55, numero che fu portato nel campionato, per l'ultima volta, da Jean-Pierre Jarier nel Gran Premio del Canada 1978.
La Sauber rivoluziona la coppia di piloti: al posto di Esteban Gutiérrez e Adrian Sutil iscrive Marcus Ericsson, impegnato nella stagione 2014 con la Caterham, e il pilota brasiliano Felipe Nasr. Egli ha svolto nel 2014 il ruolo di terzo pilota alla Williams. Nasr ha scelto quale numero il 12. Giedo van der Garde, pilota di riserva nel 2014, ha promosso una causa presso la Corte Suprema dello Stato di Victoria per ottenere il reintegro al volante della vettura svizzera, dopo che un giudice del lavoro elvetico ne ha già riconosciuto i diritti. Il giudice ha riconosciuto il diritto del pilota olandese a correre il Gran Premio, ma, nella lista ufficiale della FIA, la Sauber ha indicato ancora i due piloti scelti a inizio stagione, in quanto van der Garde non dispone della Superlicenza, necessaria per competere in Formula 1. Prima dell'inizio delle prove ufficiali del GP d'Australia viene trovato un accordo tra la Sauber e Giedo van der Garde, che dà via libera alla presenza del team elvetico. Successivamente van der Garde e la Sauber trovano un accordo per sciogliere il contratto che li legava. La scuderia elvetica conferma perciò Felipe Nasr e Marcus Ericsson quali piloti titolari.
I due piloti lasciati liberi rimangono ancora nel circus: Gutiérrez è ingaggiato dalla Ferrari come pilota di riserva, mentre Sutil diventa pilota di riserva in Williams.
La Manor ha iscritto Will Stevens: il britannico, già tester del team, ha esordito in F1 nel Gran Premio di Abu Dhabi 2014 con la Caterham; ad affiancarlo in questa stagione sarà l'esordiente spagnolo Roberto Merhi, in precedenza tester proprio della Caterham. Stevens ha scelto il numero 28 (che mancava dal Gran Premio d'Australia 1995, utilizzato da Gerhard Berger), mentre Merhi opta per il 98, utilizzato, l'ultima volta, per la 500 Miglia di Indianapolis 1960, allora valida per il mondiale di F1, da Lloyd Ruby.
Lewis Hamilton, campione del mondo in carica, ha deciso di mantenere, quale numero di gara, il 44. Per la prima volta dal 1994 nessun pilota utilizzerà perciò il numero 1.
Dal Gran Premio di Singapore il pilota statunitense Alexander Rossi diventa pilota titolare alla Marussia; guiderà per 5 delle 7 gare rimanenti del campionato, al posto di Roberto Merhi, che verrà impiegato nelle restanti due gare (in Russia e Abu Dhabi, appuntamenti in cui Rossi proseguirà il suo impegno in GP2). Rossi aveva già sfiorato l'esordio nel campionato al Gran Premio del Belgio 2014, quando venne annunciato il suo impiego, sempre alla Marussia, al posto di Max Chilton. Successivamente, la scuderia anglorussa aveva confermato l'impiego di Chilton. Nel Gran Premio di Russia 2014 Rossi venne indicato in sostituzione dell'infortunato Jules Bianchi, ma in seguito, la Marussia, optò per schierare solo la vettura di Max Chilton. Rossi è il primo pilota statunitense a correre nel mondiale dal Gran Premio d'Europa 2007, ultima gara di Scott Speed. Ha scelto quale numero il 53, già utilizzato dal pilota  nel karting e ispirato al Maggiolino tutto matto della Disney. Il 53 fu utilizzato, l'ultima volta, in una gara valida per il mondiale, nella 500 Miglia di Indianapolis 1959, da Bill Cheesbourg.  Lo stesso numero era anche uno di quell previsti per i piloti di riserva della Red Bull Racing.

### Tabella riassuntiva
Le seguenti squadre e piloti sono iscritti al campionato del 2015.
| Scuderia                      | Costruttore             | Telaio       | Motore                 | Gomme | Nº | Piloti           | Sigle | GP          | Terzo pilota / pilota di riserva | Collaudatore / pilota per lo sviluppo                           |
| ----------------------------- | ----------------------- | ------------ | ---------------------- | ----- | -- | ---------------- | ----- | ----------- | -------------------------------- | --------------------------------------------------------------- |
| Mercedes AMG Petronas F1 Team | Mercedes                | W06 Hybrid   | Mercedes PU106B Hybrid | P     | 44 | Lewis Hamilton   | HAM   | Tutti       | Pascal Wehrlein                  | Pascal Wehrlein                                                 |
| Mercedes AMG Petronas F1 Team | Mercedes                | W06 Hybrid   | Mercedes PU106B Hybrid | P     | 6  | Nico Rosberg     | ROS   | Tutti       | Pascal Wehrlein                  | Pascal Wehrlein                                                 |
| Infiniti Red Bull Racing      | Red Bull Racing-Renault | RB11         | Renault Energy F1 2015 | P     | 3  | Daniel Ricciardo | RIC   | Tutti       | Sébastien Buemi Pierre Gasly     | Pierre Gasly                                                    |
| Infiniti Red Bull Racing      | Red Bull Racing-Renault | RB11         | Renault Energy F1 2015 | P     | 26 | Daniil Kvjat     | KVY   | Tutti       | Sébastien Buemi Pierre Gasly     | Pierre Gasly                                                    |
| Williams Martini Racing       | Williams-Mercedes       | FW37         | Mercedes PU106B Hybrid | P     | 19 | Felipe Massa     | MAS   | Tutti       | Adrian Sutil                     | Susie Wolff Alex Lynn                                           |
| Williams Martini Racing       | Williams-Mercedes       | FW37         | Mercedes PU106B Hybrid | P     | 77 | Valtteri Bottas  | BOT   | Tutti       | Adrian Sutil                     | Susie Wolff Alex Lynn                                           |
| Scuderia Ferrari              | Ferrari                 | SF15-T       | Ferrari 059/4          | P     | 5  | Sebastian Vettel | VET   | Tutti       | Esteban Gutiérrez                | Jean-Éric Vergne Raffaele Marciello Antonio Fuoco               |
| Scuderia Ferrari              | Ferrari                 | SF15-T       | Ferrari 059/4          | P     | 7  | Kimi Räikkönen   | RAI   | Tutti       | Esteban Gutiérrez                | Jean-Éric Vergne Raffaele Marciello Antonio Fuoco               |
| McLaren Honda                 | McLaren-Honda           | MP4-30       | Honda RA615H           | P     | 14 | Fernando Alonso  | ALO   | 2-19        | Kevin Magnussen                  | Stoffel Vandoorne Oliver Turvey                                 |
| McLaren Honda                 | McLaren-Honda           | MP4-30       | Honda RA615H           | P     | 20 | Kevin Magnussen  | MAG   | 1           | Kevin Magnussen                  | Stoffel Vandoorne Oliver Turvey                                 |
| McLaren Honda                 | McLaren-Honda           | MP4-30       | Honda RA615H           | P     | 22 | Jenson Button    | BUT   | Tutti       | Kevin Magnussen                  | Stoffel Vandoorne Oliver Turvey                                 |
| Sahara Force India F1 Team    | Force India-Mercedes    | VJM08 VJM08B | MercedesPU 106B Hybrid | P     | 27 | Nico Hülkenberg  | HUL   | Tutti       |                                  | Pascal Wehrlein Steven Goldstein Esteban Ocon Alfonso Celis Jr. |
| Sahara Force India F1 Team    | Force India-Mercedes    | VJM08 VJM08B | MercedesPU 106B Hybrid | P     | 11 | Sergio Pérez     | PER   | Tutti       |                                  | Pascal Wehrlein Steven Goldstein Esteban Ocon Alfonso Celis Jr. |
| Scuderia Toro Rosso           | STR-Renault             | STR10        | Renault Energy F1 2015 | P     | 33 | Max Verstappen   | VES   | Tutti       |                                  | Pierre Gasly Marco Wittmann                                     |
| Scuderia Toro Rosso           | STR-Renault             | STR10        | Renault Energy F1 2015 | P     | 55 | Carlos Sainz Jr. | SAI   | Tutti       |                                  | Pierre Gasly Marco Wittmann                                     |
| Lotus F1 Team                 | Lotus-Mercedes          | E23 Hybrid   | MercedesPU 106B Hybrid | P     | 8  | Romain Grosjean  | GRO   | Tutti       | Jolyon Palmer                    | Jolyon Palmer Esteban Ocon Carmen Jordá Adderly Fong            |
| Lotus F1 Team                 | Lotus-Mercedes          | E23 Hybrid   | MercedesPU 106B Hybrid | P     | 13 | Pastor Maldonado | MAL   | Tutti       | Jolyon Palmer                    | Jolyon Palmer Esteban Ocon Carmen Jordá Adderly Fong            |
| Manor Marussia F1 Team        | Marussia-Ferrari        | MR03B        | Ferrari 059/3          | P     | 28 | Will Stevens     | STE   | Tutti       | Roberto Merhi Fabio Leimer       | Jordan King Rio Haryanto                                        |
| Manor Marussia F1 Team        | Marussia-Ferrari        | MR03B        | Ferrari 059/3          | P     | 98 | Roberto Merhi    | MER   | 1-12,15,19  | Roberto Merhi Fabio Leimer       | Jordan King Rio Haryanto                                        |
| Manor Marussia F1 Team        | Marussia-Ferrari        | MR03B        | Ferrari 059/3          | P     | 53 | Alexander Rossi  | RSI   | 13-14,16-18 | Roberto Merhi Fabio Leimer       | Jordan King Rio Haryanto                                        |
| Sauber F1 Team                | Sauber-Ferrari          | C34          | Ferrari 059/4          | P     | 9  | Marcus Ericsson  | ERI   | Tutti       | Raffaele Marciello               | Raffaele Marciello                                              |
| Sauber F1 Team                | Sauber-Ferrari          | C34          | Ferrari 059/4          | P     | 12 | Felipe Nasr      | NAS   | Tutti       | Raffaele Marciello               | Raffaele Marciello                                              |

## Circuiti e gare

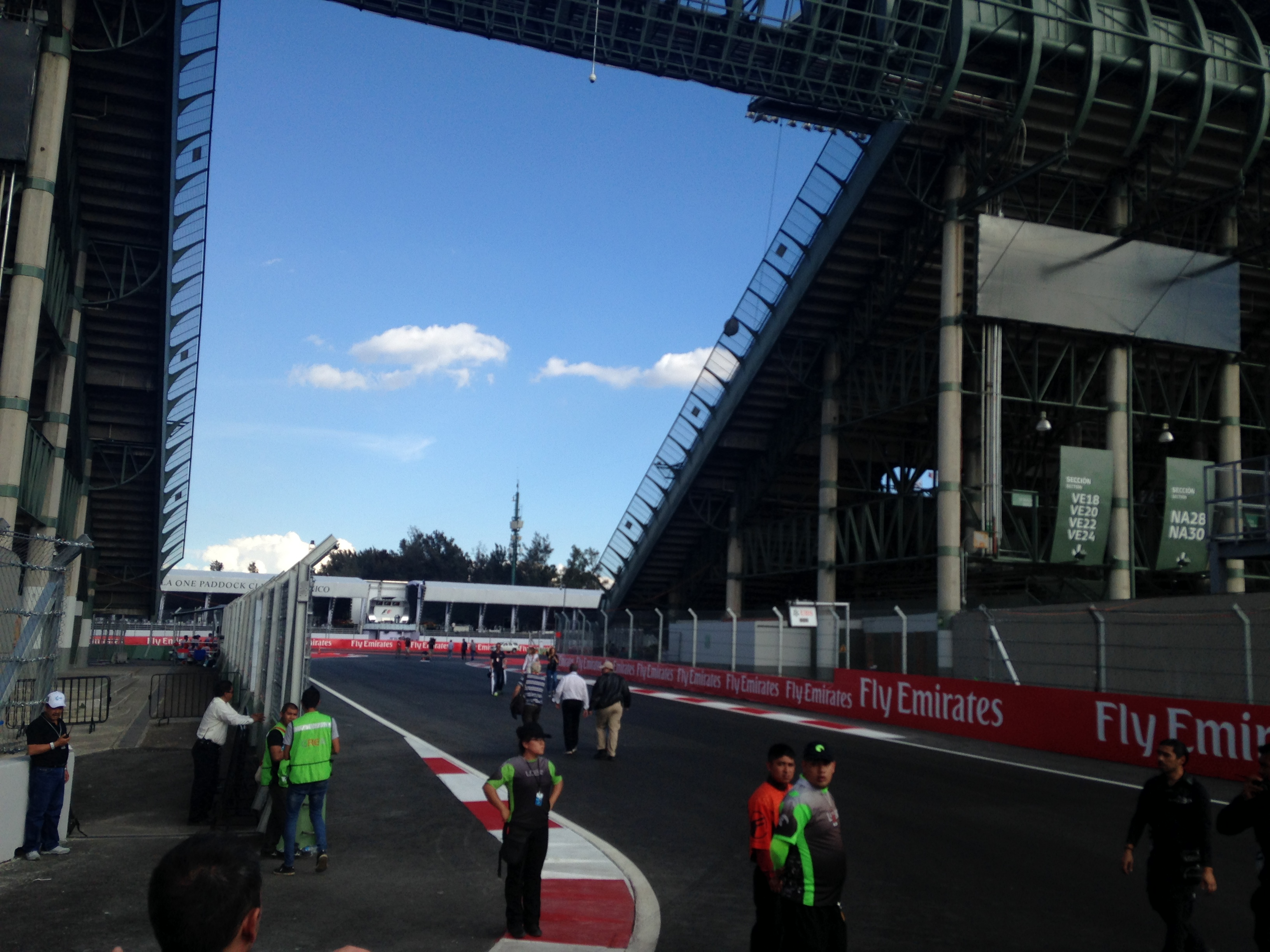
Un particolare dell'entrata della curva Mansell, sul nuovo tracciato di Città del Messico.

La stagione 2015 vede il rientro in programma del Gran Premio del Messico, che mancava dal 1992, e che per 15 volte ha già fatto parte del calendario iridato. La gara si terrà sull'Autodromo Hermanos Rodríguez di Città del Messico. La gara era già stata inserita nel calendario per la stagione 2014, ma successivamente esclusa per la non adeguatezza del tracciato. Il tracciato, nella conformazione in cui ospita la gara, è lungo 4,304 km, e dispone di 17 curve. Rispetto all'ultima versione utilizzata dalla Formula 1 vede una riprofilazione del tratto dopo la curva 6, con l'inserimento di un nuovo, breve, rettilineo, e la rimodellazione dell'ultima curva, la Peraltada, dimezzata in percorrenza e ora dedicata a Nigel Mansell, con l'approntamento di una nuova zona mista, con il tracciato che passo dentro l'impianto dedicato al baseball, ivi presente. È stato omologato, dopo un'ispezione tecnica da parte della FIA, il 20 ottobre. Secondo alcune analisi tecniche il tracciato, stante il lungo rettilineo iniziale, dovrebbe permettere alle vetture di toccare le massime velocità dell'anno, dopo la gara di Monza. Le caratteristiche del tracciato impongono anche il più elevato numero di cambiate durante la gara, oltre 5 500.
L'impianto, posto a oltre 2 000 metri d'altitudine, comporta anche delle modifiche tecniche da apportare alle vetture, soprattutto all'impianto di raffreddamento. Gli organizzatori del gran premio sono stati premiati dalla FOM col Race Promoters' Trophy per il 2015, quale gara meglio organizzata nella stagione. È la seconda volta, nella storia, che la gara messicana viene premiata.
Nella solita alternanza fra tracciati in Germania, il campionato mondiale, in questa stagione, sarebbe dovuto tornare al Nürburgring, per la quarantunesima volta, l'ultima nel 2013. Le difficoltà finanziarie del tracciato avevano aperto la possibilità che la gara si svolgesse ad Hockenheim. Gli organizzatori del Nürburgring avevano successivamente proposto di tenere la gara sul loro tracciato, cedendo però l'organizzazione direttamente alla Formula One Management. Poco prima del Gran Premio d'Australia Bernie Ecclestone aveva messo in forte dubbio la tenuta del Gran Premio di Germania, annunciando anche che, in caso di sua mancata tenuta, la gara non sarebbe stata sostituita. Il 20 marzo viene comunicata la decisione definitiva di cancellare la gara tedesca dal calendario iridato. Per la prima volta dal 1960 nessuna gara del campionato mondiale di terrà in Germania. Analoga sorte è toccata al Gran Premio di Corea, inizialmente previsto in calendario, poi cancellato.
In stagione sarebbe dovuto rientrare in calendario anche il Gran Premio d'India, che era già stato escluso dal calendario mondiale per il 2014. La gara invece non è stata inserita nel programma iridato.
Gli organizzatori del Gran Premio di Spagna avevano proposto di modificare, dal 2015, l'intitolazione della gara da "Gran Premio di Spagna" a "Gran Premio di Barcellona", al fine di sfruttare meglio la notorietà internazionale della città catalana. A maggio 2014 il ministro dello Sport dell'Azerbaigian aveva annunciato che, dal 2015, il suo Paese avrebbe ospitato una gara del campionato mondiale, da tenersi su un circuito cittadino disegnato per le vie di Baku. Successivamente è stato annunciato che il Gran Premio sarà inserito nel calendario per la stagione 2016.

## Modifiche al regolamento

### Regolamento tecnico
Viene ridotto il numero di power unit utilizzabili in stagione, da ciascun pilota, da 5 a 4. La FIA ha confermato che il regolamento non stabilisce una data limite entro il quale il motore, in ciascuna stagione, possa essere sviluppato, negando così la precedente interpretazione che fissava al 28 febbraio l'ultimo giorno utile per le modifiche. Viene confermato il limite di 32 modifiche apportabili.
Su entrambi i lati delle cellule di sopravvivenza delle monoposto deve essere inserito un pannello anti-intrusione in Zylon; essi devono essere estesi fino all'altezza della testa del pilota. Viene vietato l'utilizzo di sospensioni interconnesse idraulicamente, già in parte vietato nel corso della stagione 2014.
A seguito delle critiche sulla forma dei musetti delle vetture della stagione 2014, la FIA ha deciso di abbassare l'altezza degli stessi, imponendo una sezione trasversale minima, una forma simmetrica, in armonia col baricentro della monoposto.
Il peso minimo delle vetture è aumentato a 702 kg, senza considerare il carburante a bordo.
La F1 Commission aveva concesso alla Caterham di schierare la stessa vettura della stagione 2014, ciò al fine di rendere più probabile la presenza sulla griglia del team, in difficoltà finanziarie. Il team poi non si è schierato per il mondiale.
Dal Gran Premio di Cina la Federazione Internazionale dell'Automobile modifica il regolamento tecnico, introducendo la possibilità di controllare la pressione di carburante non solo prima del flussometro, ma anche dopo l'apparecchio, che serve per controllare il consumo istantaneo della benzina, ovvero prima che il carburante giunga agli iniettori. Il provvedimento è stato adottato dopo la protesta della Total, fornitrice delle scuderie spinte dal motore Renault.
Dal GP di Spa la federazione modifica invece l'interpretazione dell'articolo 20.1, che stabilisce che il pilota deve guidare senza nessun aiuto esterno. Per tale ragione la FIA impone un limite all'utilizzo del bite point, ovvero del punto di stacco della frizione, in fase di partenza della gara. In pratica, da tale gara, questo punto di stacco non potrà essere modificato una volta che la monoposto sia uscita dai box. Inoltre viene abolita qualsiasi assistenza al pilota nel ricercare il punto di stacco più favorevole. La FIA ha voluto anche specificare i limiti nelle comunicazioni radio tra pilota e muretto: vengono ammesse solo quelle che riguardano la sicurezza oppure la situazione della gara.

### Regolamento sportivo
Viene introdotta, dopo i test effettuati nella parte finale della stagione 2014, e in seguito all'incidente occorso a Jules Bianchi nel Gran Premio del Giappone 2014, la Virtual Safety Car, in presenza di una situazione di pericolo, senza però la necessità dell'entrata in pista della vettura di sicurezza. Essa verrà annunciata con l'esposizione di doppie bandiere gialle, e l'indicazione della scritta VSC sui pannelli luminosi posti sulla pista. Durante tale regime i piloti non potranno entrare nella corsia dei box, a meno che non sia loro necessario un cambio degli pneumatici, e dovranno percorrere il tratto di pista in questione secondo un tempo stabilito dalla direzione di gara.
In caso di entrata della Safety Car, per velocizzare le operazioni, questa potrà rientrare nella corsia dei box, al termine della situazione di pericolo, dopo che tutte le vetture si siano sdoppiate, anche senza che le stesse si siano riaccodate al gruppo delle altre monoposto.
In caso di sospensione di una gara con bandiera rossa l'uscita della pitlane verrà chiusa e le vetture dovranno procedere lentamente, posizionandosi al suo interno e non più sulla griglia di partenza. La prima vettura rientrata si fermerà dinnanzi al semaforo posto al termine della corsia dei box, e tutte le altre monoposto dovranno accodarvisi.
Qualora un membro di un team si attardi sulla griglia di partenza quando mancano meno di 15 secondi al via la vettura dovrà partire dalla corsia dei box. Quando ciò non sia possibile essa verrà penalizzata con uno stop and go di 10 secondi. Inoltre, alle già previste penalizzazioni da 5 secondi, scontabili al pit stop o in aggiunta al tempo di gara, la FIA ha deciso di affiancare anche altre, con durata di 10 secondi. Una di queste riguarda l'unsafe release, ovvero il rientro in gara in condizioni di mancata sicurezza dopo un pit stop: qualora il pilota prosegua a guidare in condizioni di insicurezza potrà essere colpito anche da altre sanzioni.
In merito al format delle qualifiche, è stato stabilito che il numero delle eliminazioni, al termine delle varie fasi, è di 7 vetture, quando sono 24 le monoposto in pista; il numero scende a sei con 22 monoposto. Se il numero di vetture presenti dovesse essere inferiore, si continuerà a togliere un eliminato ogni due vetture.
La sostituzione della power unit non comporterà più delle penalizzazioni che saranno invece riservate alla sostituzione delle singole componenti della power unit stessa.
È archiviata la modifica introdotta la passata stagione: all'ultima gara i punti non saranno più raddoppiati.
Ai piloti non viene più concessa la facoltà di modificare la livrea del casco, che dovrà rimanere sostanzialmente uguale nel corso della stagione. Il pilota perderà il diritto a mantenere il suo numero di gara personalizzato qualora non disputi nemmeno un Gran Premio nel corso di due stagioni consecutive.
Le vetture utilizzate nel corso della stagione potranno essere utilizzate per delle dimostrazioni, non superiori in totale a 15 km, e comunque non dopo il 31 dicembre di ogni anno.

## Riassunto della stagione

### Gran Premio d'Australia

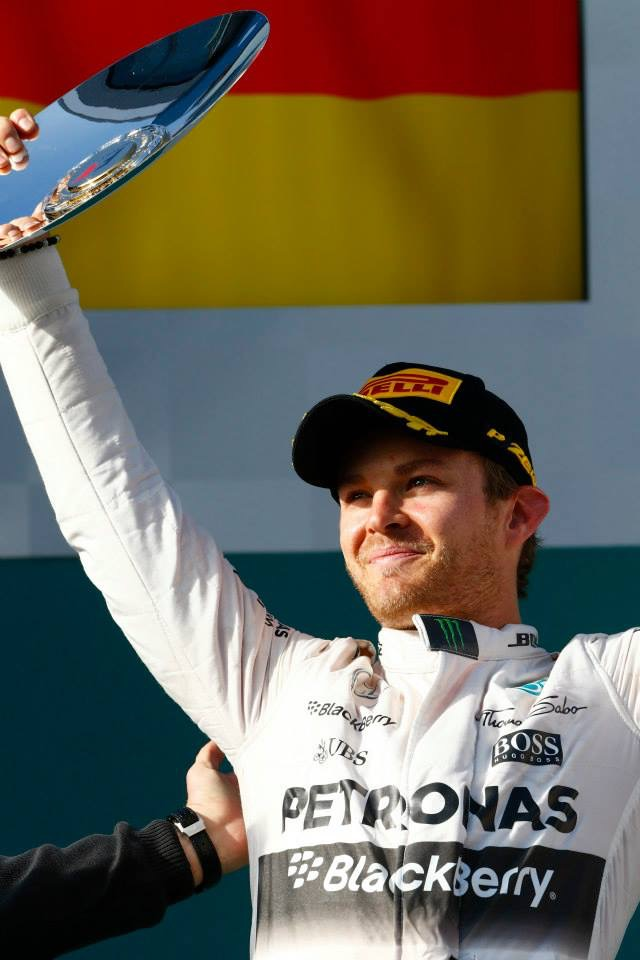
Nico Rosberg giunge secondo nel GP d'Australia, dietro a Lewis Hamilton.

Al termine del giro di formazione altri due piloti sono costretti ad abbandonare la gara: Daniil Kvjat è fermato da un problema al cambio, mentre Kevin Magnussen riscontra un guasto al motore. In questo caso però la griglia di partenza non viene modificata, ma presenta due vuoti. Valtteri Bottas salta la gara per guai alla schiena, mentre non prendono parte nemmeno alle qualifiche le Marussia.
Alla partenza le due Mercedes mantengono il comando della gara, mentre al terzo posto rimane Felipe Massa, seguito da Sebastian Vettel, che sfiora la collisione col compagno di team Kimi Räikkönen. Il finlandese viene urtato da Carlos Sainz Jr., poi il ferrarista esce dal tracciato, rientra, sfiora Felipe Nasr, che, a sua volta, colpisce Pastor Maldonado, che sbatte contro le protezioni, ed è costretto al ritiro. La direzione di gara invia in pista la vettura di sicurezza per tre giri.
Alla ripartenza Felipe Nasr e Daniel Ricciardo passano Sainz, ponendosi al quinto e sesto posto. Al settimo passaggio lo spagnolo è passato anche da Räikkönen. Quest'ultimo va al pit stop al giro 16, ma un problema nel fissaggio della gomma posteriore sinistra gli fa perdere alcuni secondi.
La classifica rimane per il resto congelata per diversi passaggi. Tra il giro 22 e il giro 26 vengono effettuati i cambi gomme per tutti i piloti nelle prime posizioni. Hamilton resta al comando della gara, mentre Vettel guadagna la terza posizione su Massa. Risale in classifica Verstappen, che cambia solo al giro 33, prima di ritirarsi, un giro dopo, per un problema alla power unit. Anche Räikkönen risale le posizioni (è quarto), fino alla sua seconda sosta, al giro 41: anche in questo caso vi sono dei problemi con la gomma posteriore sinistra, tanto che riparte senza che sia ben fissata. Il ferrarista decide di ritirarsi dopo pochi metri.
Lewis Hamilton vince per la trentaquattresima volta nel mondiale, precedendo Nico Rosberg e Sebastian Vettel. Vanno a punti, per la prima volta nella loro carriera, ben tre piloti: Felipe Nasr, Marcus Ericsson e Carlos Sainz Jr..

### Gran Premio della Malesia

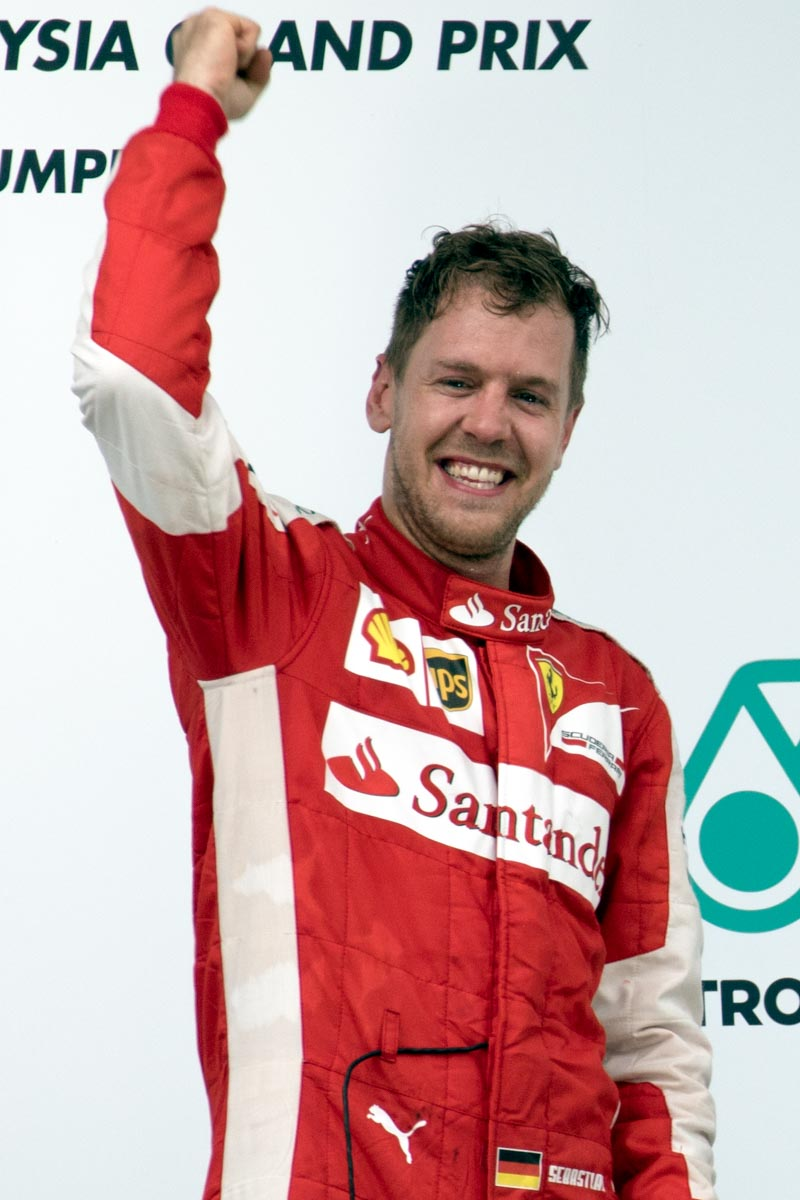
Sebastian Vettel, alla seconda gara in Ferrari, conquista il Gran Premio della Malesia, precedendo Lewis Hamilton e Nico Rosberg, riportando la vittoria al cavallino rampante dopo due anni.

Alla partenza Lewis Hamilton è primo, seguito da Sebastian Vettel e Nico Rosberg. Nel corso del primo giro sia Kimi Räikkönen che Pastor Maldonado rimediano delle forature e sono costretti ai box, scendendo così nella graduatoria. Felipe Nasr, che ha tamponato il ferrarista, e anch'esso costretto ai box, per la sostituzione del musetto. Dopo i primi tre, al termine del primo giro, la classifica vede Daniel Ricciardo, Felipe Massa, Daniil Kvjat, poi Nico Hülkenberg, Marcus Ericsson e Max Verstappen.
Al terzo giro Ericsson attacca Hülkenberg alla prima staccata ma finisce nella sabbia: la direzione di gara fa entrare la safety car. Molti piloti, tra cui i due della Mercedes, optano per un immediato cambio gomme, in cui montano gomme dure. Dopo tre giri la gara riprende regolarmente, con Vettel che precede proprio Hülkenberg, poi Romain Grosjean, Carlos Sainz Jr., Sergio Pérez, Lewis Hamilton, Daniel Ricciardo, Felipe Massa e Nico Rosberg.
Pérez cede rapidamente diverse posizioni, mentre risalgono le due Mercedes, con Hamilton che già al giro 10 è secondo alle spalle di Vettel e Rosberg che al quattordicesimo passaggio è terzo, dietro al compagno di scuderia. Nello stesso giro effettua la seconda sosta Räikkönen e va al cambio gomme anche Sainz. Un giro dopo tocca anche a Hülkenberg e Grosjean. Ora, dietro ai primi tre, vi sono le due Williams di Massa e Valtteri Bottas. Poco dopo, dietro a due rispunta Räikkönen.
Sebastian Vettel effettua il suo cambio gomme al giro 17, ma mantiene ancora le gomme medie. Il tedesco della Ferrari ha un ottimo ritmo, che gli consente di segnare il giro più veloce e di riavvicinarsi velocemente al duo di testa, tanto che al giro 21 passa Rosberg e torna secondo. Tre giri dopo Vettel passa anche Hamilton, che si ferma per il secondo cambio gomme. Il britannico monta gomme medie. Nei giri seguenti vanno al cambio gomme anche Rosberg e il duo della Williams, con Kimi Räikkönen che scala terzo, prima di essere passato da Rosberg al giro 28.
La graduatoria vede sempre al comando Sebastian Vettel, seguito dal duo della Mercedes, poi Räikkönen, Felipe Massa, e Max Verstappen che si è inserito davanti a Bottas. Al giro 34 Kimi Räikkönen compie la terza sosta e monta gomme dure. Tre tornate dopo è il turno di Vettel, che monta gomme dure: al rientro in pista riesce a resistere all'attacco di Rosberg, e mantiene il secondo posto. Un giro dopo anche Lewis Hamilton torna ai box, montando ora gomme dure. Nello stesso giro c'è il pit stop anche per Massa. Vettel torna al comando del Gran Premio.
Al quarantesimo giro anche Rosberg effettua l'ultimo cambio gomme, rientrando in pista dietro a Hamilton. Kimi Räikkönen è di nuovo risalito quarto; il ferrarista precede il duo della Williams, che a sua volta precede quelli della Toro Rosso e della Red Bull. Nei giri finali vi sono molti duelli fra compagni di scuderia: Verstappen passa Sainz per il settimo posto, Daniil Kvjat supera Daniel Ricciardo, e Valtteri Bottas prende il quinto posto a Massa.
Sebastian Vettel vince per la prima volta con la Ferrari, e per la quarantesima volta in totale. Max Verstappen, settimo, è il più giovane pilota ad andare a punti in una gara iridata, a 17 anni, 5 mesi e 29 giorni.

### Gran Premio di Cina
Il poleman Lewis Hamilton mantiene al via il comando della gara, seguito dai due piloti tedeschi Nico Rosberg e Sebastian Vettel. Subito dietro Kimi Räikkönen è capace di passare le due Williams, che precedono, a loro volta, Romain Grosjean e le due Sauber.

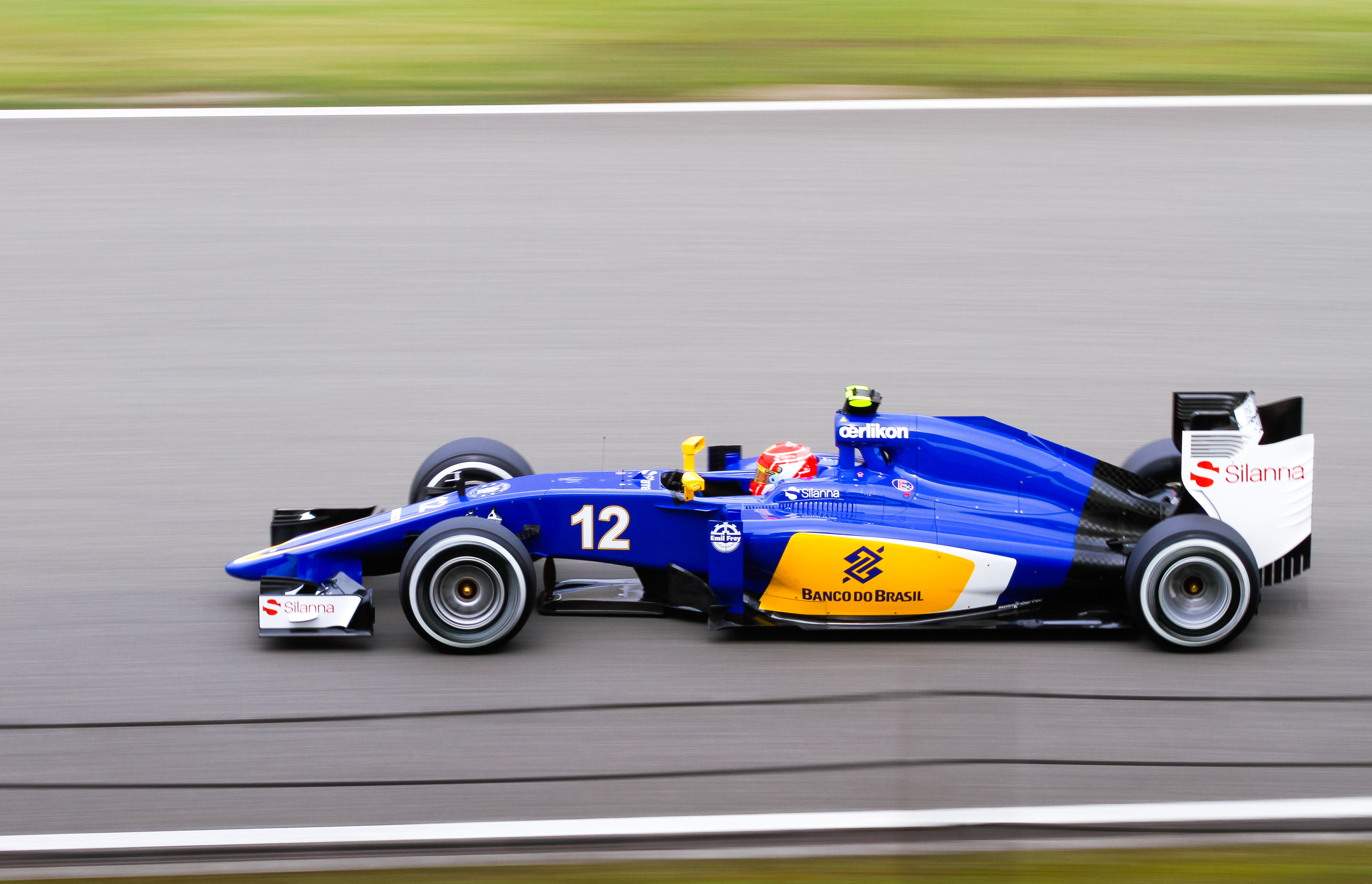
Felipe Nasr conquista in Cina l'ottavo posto.

Le posizioni di testa restano congelate fino alla prima tornata di cambi gomme. Sebastian Vettel cambia al giro 14, rientrando in pista con gomme morbide. Allo stesso giro cambia Massa, mentre nei due giri seguenti vanno al pit stop anche le Mercedes. Le posizioni rimangono invariate. Al giro 16 Daniil Kvjat si ritira col motore della sua Red Bull in fiamme, mentre era in zona punti. Tre giri dopo Verstappen passa Felipe Nasr per il nono posto.
Nei giri seguenti le due Ferrari sembrano potersi avvicinare al duo della Mercedes, mentre le altre vetture risultano staccate nettamente. Vettel effettua la seconda sosta al giro 31, un giro dopo tocca a Rosberg, che rientra in pista davanti al ferrarista. Nei giri subito seguenti effettuano la seconda sosta anche Hamilton e Räikkönen, ma il britannico mantiene il comando del Gran Premio.
Nella parte finale della gara le Mercedes controllano la situazione, mentre Kimi Räikkönen s'avvicina al compagno di team Vettel. A due giri dal termine la Toro Rosso di Verstappen si pianta sul rettilineo dei box, con la direzione di corsa che è costretta a inviare in pista la vettura di sicurezza. Con tale vettura la gara si conclude: Lewis Hamilton conquista il secondo successo della stagione, il trentacinquesimo in totale. Grazie al secondo posto di Nico Rosberg la Mercedes conquista la sua diciottesima doppietta.

### Gran Premio del Bahrein

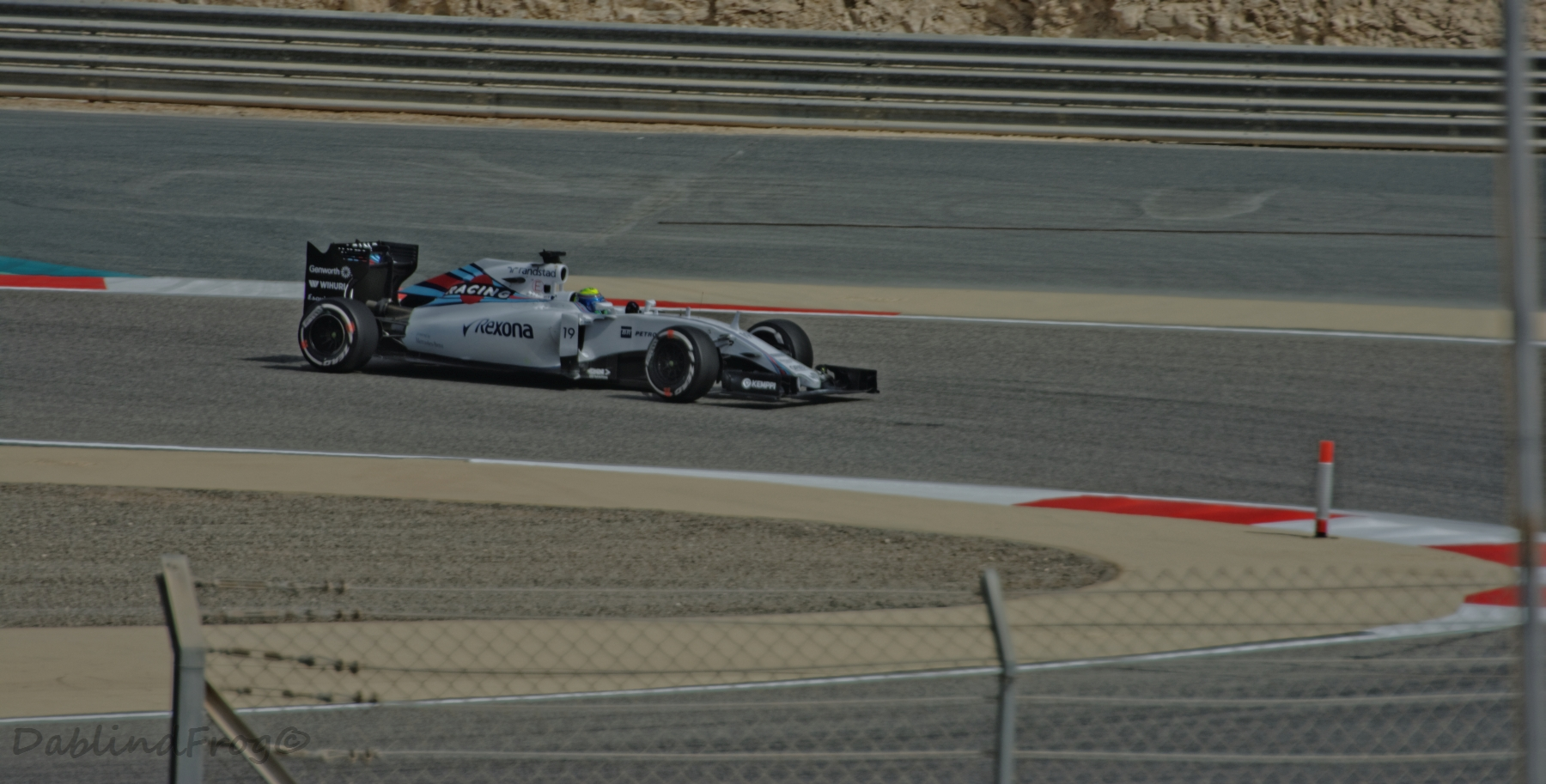
Felipe Massa, qui immortalato durante le prove libere, concluderà la gara al decimo posto, conquistando un punto.

Al via Lewis Hamilton, partito dalla pole position, mantiene il comando, seguito dalle due Ferrari, con Kimi Räikkönen capace di passare subito Nico Rosberg. Dietro s'installano Valtteri Bottas, Daniel Ricciardo, Romain Grosjean e Nico Hülkenberg.
Rosberg è veloce nel riportarsi in seconda posizione, passando al quarto giro Räikkönen, e all'ottavo giro Sebastian Vettel. Il tedesco della Ferrari effettua il suo primo cambio gomme al giro 13, mantenendo ancore le coperture soft. Un giro dopo è il turno di Rosberg, Bottas e Ricciardo, mentre Hamilton cambia al giro 15. Al rientro in pista del britannico, Rosberg si trova ora di nuovo dietro a Vettel, dopo il pit stop, le tre vetture sono vicine, con Rosberg capace di sopravanzare Vettel. Kimi Räikkönen, al cambio gomme al giro 17, opta per una strategia diversa e sceglie ancora per gomme medie. Massa, partito dalla pit lane, riesce a rientrare in zona punti, al giro 23.
Al venticinquesimo giro Felipe Nasr passa Massa per il decimo posto; i due, poco dopo, assieme a Maldonado, vanno al cambio gomme: il venezuelano rientra in pista davanti ai due brasiliani.
Sebastian Vettel effettua il suo secondo pit stop al giro 32, seguito un giro dopo da Hamilton e Bottas, e due giri dopo da Rosberg. Anche in questo caso il pilota della Mercedes cede la posizione a Vettel, ma è capace di recuperarla il giro seguente, favorito anche da una escursione di pista all'ultima curva del ferrarista. Sebastian Vettel è costretto così a una sosta al giro 36, per cambiare l'ala anteriore. Perde una posizione a favore di Bottas.
Räikkönen, autore di un buono stint con le gomme medie, resta al comando fino al giro 40, quando viene passato da Hamilton. Subito dopo il finlandese effettua il suo secondo cambio gomme, e monta gomme soft, a differenza degli altri piloti di testa che concludono la gara con gomme a mescola media. Rientra in pista terzo, davanti al connazionale Valtteri Bottas. Al giro 42 Maldonado, in zona punti, effettua la terza sosta, ma un problema tecnico ai freni lo costringe a perdere molto tempo.
Kimi Räikkönen inizia a rimontare sul duo di testa della Mercedes, e Vettel si avvicina a Bottas. Il tedesco attacca il pilota della Williams al giro 53, andando però lungo e rischiando di tamponare la vettura del finnico, mentre negli ultimi giri, Massa perde due posizioni, a favore di Pérez e Kvjat. Al giro 56 Räikkönen approfitta di un errore di Rosberg, alla prima staccata, e passa al secondo posto.
Lewis Hamilton si impone per la trentaseiesima volta nel mondiale, e Kimi Räikkönen, secondo, conquista il primo podio della stagione, posizionamento che non raggiungeva dal Gran Premio di Corea 2013.

### Gran Premio di Spagna
Nico Rosberg, partito dalla pole position per la prima volta in stagione, mantiene il comando della corsa al via, mentre Lewis Hamilton, viene passato da Sebastian Vettel, ma resiste all'attacco di Valtteri Bottas. Dietro al pilota della Williams si pone il suo connazionale Kimi Räikkönen, poi le due Toro Rosso e Felipe Massa.

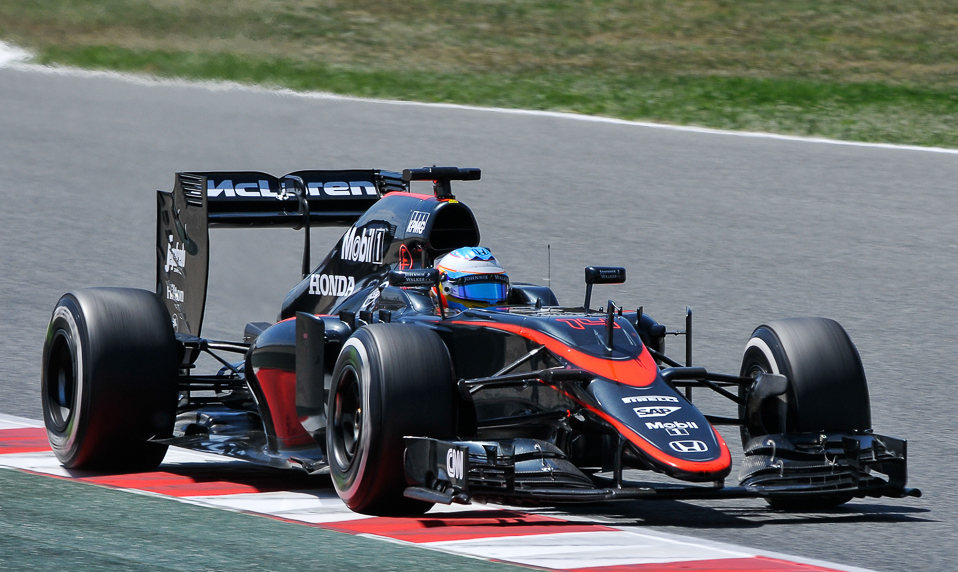
Fernando Alonso impegnato nel Gran Premio di casa. Da questa gara la McLaren adotta una colorazione più scura.

Le due vetture della scuderia faentina perdono diverse posizioni nei primi giri, tanto da venir risucchiate a centro classifica. Salgono invece Pastor Maldonado, che si pone al settimo posto, davanti a Max Verstappen, e Daniel Ricciardo e Romain Grosjean, che precedono Carlos Sainz Jr.
Al giro 13 Hamilton, che si era avvicinato a Vettel, effettua il primo cambio gomme. Nei due giri seguenti effettuano una sosta anche Vettel, Rosberg e Bottas. Pastor Maldonado danneggia il supporto dell'ala posteriore, ma viene fatto proseguire, pur con un solo supporto rimasto integro. La classifica rimane però invariata per le prime posizioni, col solo venezuelano che abbandona la zona dei punti. Al giro 17 anche Räikkönen va al cambio gomme, ma monta ancora gomme dure, mentre tutti gli altri piloti di testa hanno scelto ancora gomme medie.
Al giro 27 Fernando Alonso, a causa di un guasto ai freni, al momento della sosta, va lungo e rischia di investire il meccanico addetto al cavalletto che alza le monoposto quando ferme al pit stop. Lo spagnolo è costretto al ritiro. Al giro 32 Lewis Hamilton effettua la sua seconda sosta, e monta gomme dure. Rientrato in pista al quinto posto, recupera presto la quarta posizione, passando Kimi Räikkönen. Dopo pochi giri il britannico passa anche Valtteri Bottas, per il terzo posto. Al quarantesimo passaggio Vettel monta gomme dure.
Al giro 41 anche Romain Grosjean va lungo al momento del pit stop, rischiando di travolgere i meccanici del suo team. Un giro dopo Bottas effettua la seconda sosta, mentre al giro 45 è il turno del battistrada Nico Rosberg. Lewis Hamilton guida così la gara fino al giro 51, quando effettua la terza e ultima sosta. Il britannico rientra in pista davanti a Sebastian Vettel, conquistando così il secondo posto.
Negli ultimi giri la classifica non muta anche se Kimi Räikkönen si avvicina a Bottas, senza essere capace di superarlo. Nico Rosberg ottiene la nona vittoria in F1, la prima dal Gran Premio del Brasile 2014.

### Gran Premio di Monaco

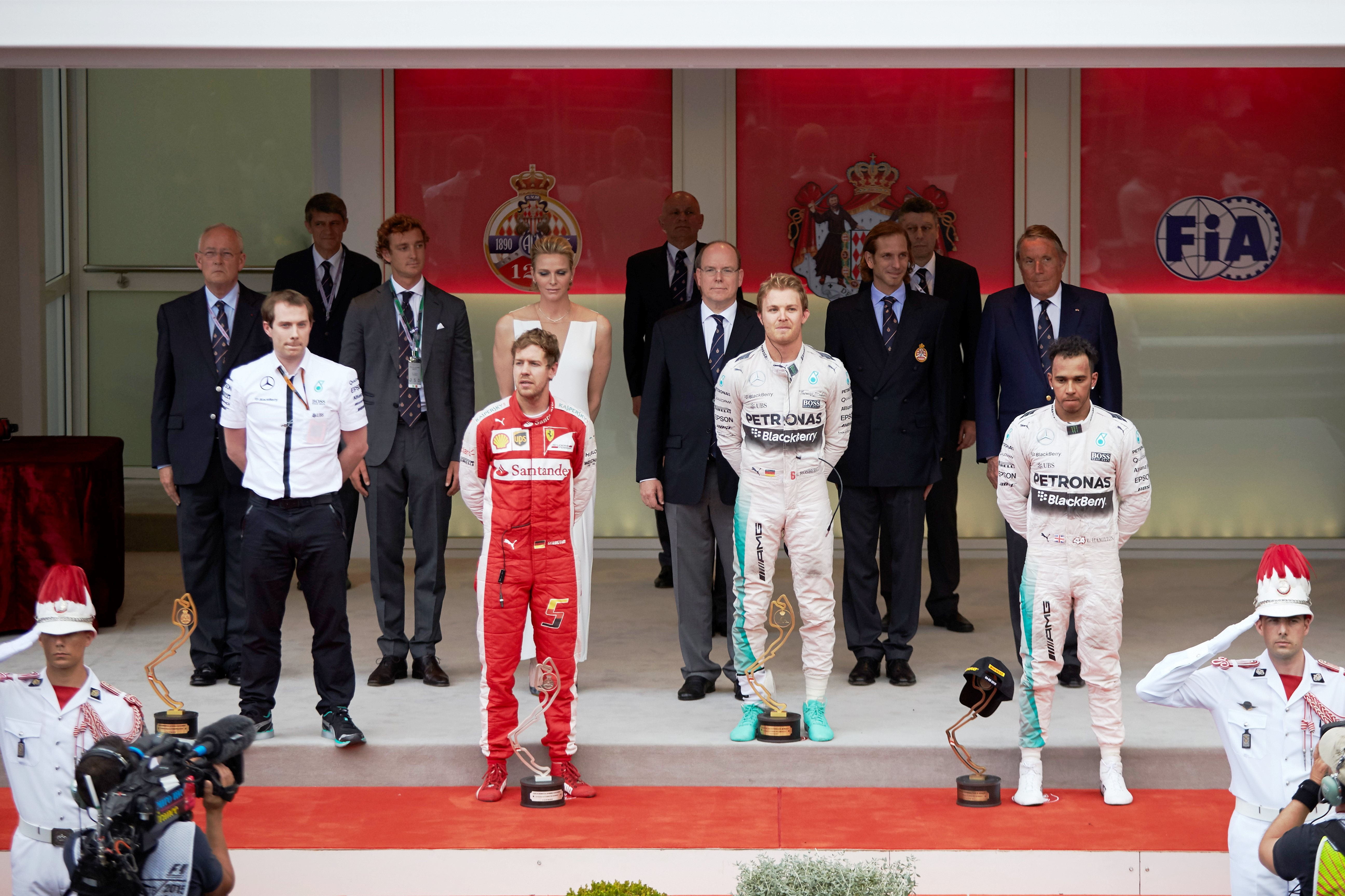
Nico Rosberg, Sebastian Vettel e Lewis Hamilton compongono il podio della gara monaghesca.

Allo spegnimento del semaforo Sebastian Vettel cerca di inserirsi, senza successo, tra le due Mercedes; il tedesco si accoda a Nico Rosberg, mentre dietro Daniil Kvjat passa il compagno di scuderia Daniel Ricciardo, ed è quarto. Al Mirabeau alto contatto tra Nico Hülkenberg e Fernando Alonso, con lo spagnolo che viene penalizzato di 5 secondi.
Lewis Hamilton comanda la gara agevolmente, mentre Vettel non riesce ad avvicinarsi a Rosberg. Al sesto giro Max Verstappen passa Pastor Maldonado per l'ottavo posto. Il venezuelano però sconta dei problemi alla sua Lotus, e poco dopo è costretto al ritiro.
La classifica resta congelata fino ai cambi gomme: il primo, tra i piloti di testa a fermarsi, è Kvjat, al giro 29. Un giro dopo Verstappen perde diversi secondi al cambio gomme per un errore dei meccanici nel montare una gomma: rientra in pista lontano dalla zona punti. Al giro 37 Sebastian Vettel effettua il suo cambio gomme, seguito al giro dopo da Nico Rosberg e Kimi Räikkönen. Il finlandese, che negli ultimi giri si era avvicinato a Ricciardo, passa l'australiano per il quinto posto, dopo il pit stop di quest'ultimo, al giro 39.
Max Verstappen, sfruttando i doppiaggi di Vettel, che lo precede di pochi decimi, riesce a passare sia Carlos Sainz Jr. che Valtteri Bottas, portandosi vicino a Romain Grosjean. Dopo alcuni giri dietro al francese, il giovane olandese rompe gli indugi e cerca il sorpasso alla Santa Devota: le due monoposto vanno al contatto: la Toro Rosso di Verstappen perde la ruota anteriore sinistra, e la vettura sbatte contro le barriere. La direzione di gara impone prima il regime di Virtual Safety Car nel tratto interessato (prima volta che la Virtual Safety Car viene utilizzata) e poi invia in pista la safety car.
La Mercedes richiama ai box Hamilton, per una seconda sosta. Al rientro in pista l'inglese è però dietro sia a Rosberg che a Vettel. Alla ripartenza, dopo la safety car, Daniel Ricciardo passa Kimi Räikkönen al Mirabeau alto, ma viene posto sotto osservazione dai commissari per la manovra: successivamente però verrà assolto dalla commissione. La Red Bull, la sua scuderia, indica a Daniil Kvjat di lasciar andare l'australiano che così si trova poco dopo quarto. All'ultimo giro però la scuderia fa rendere da Ricciardo la posizione al compagno di team.
Nico Rosberg vince per la terza volta consecutiva a Montecarlo, davanti a Sebastian Vettel e Lewis Hamilton. Jenson Button ottiene i primi punti stagionali per la McLaren e per la Honda, che non andava a punti, come motorista, dal Gran Premio di Gran Bretagna 2008.

### Gran Premio del Canada
Lewis Hamilton è primo alla prima curva della gara, precedendo Nico Rosberg e Kimi Räikkönen. Seguono poi Valtteri Bottas, Romain Grosjean, Nico Hülkenberg e Pastor Maldonado. Nelle retrovie iniziano la loro rimonta sia Felipe Massa che Sebastian Vettel. Il brasiliano, partito quindicesimo è già dodicesimo al settimo giro, seguito di una posizione dal tedesco. Vettel effettua il suo cambio gomme già al giro 8, anche se una imprecisione dei meccanici gli fa perdere qualche secondo ai box.

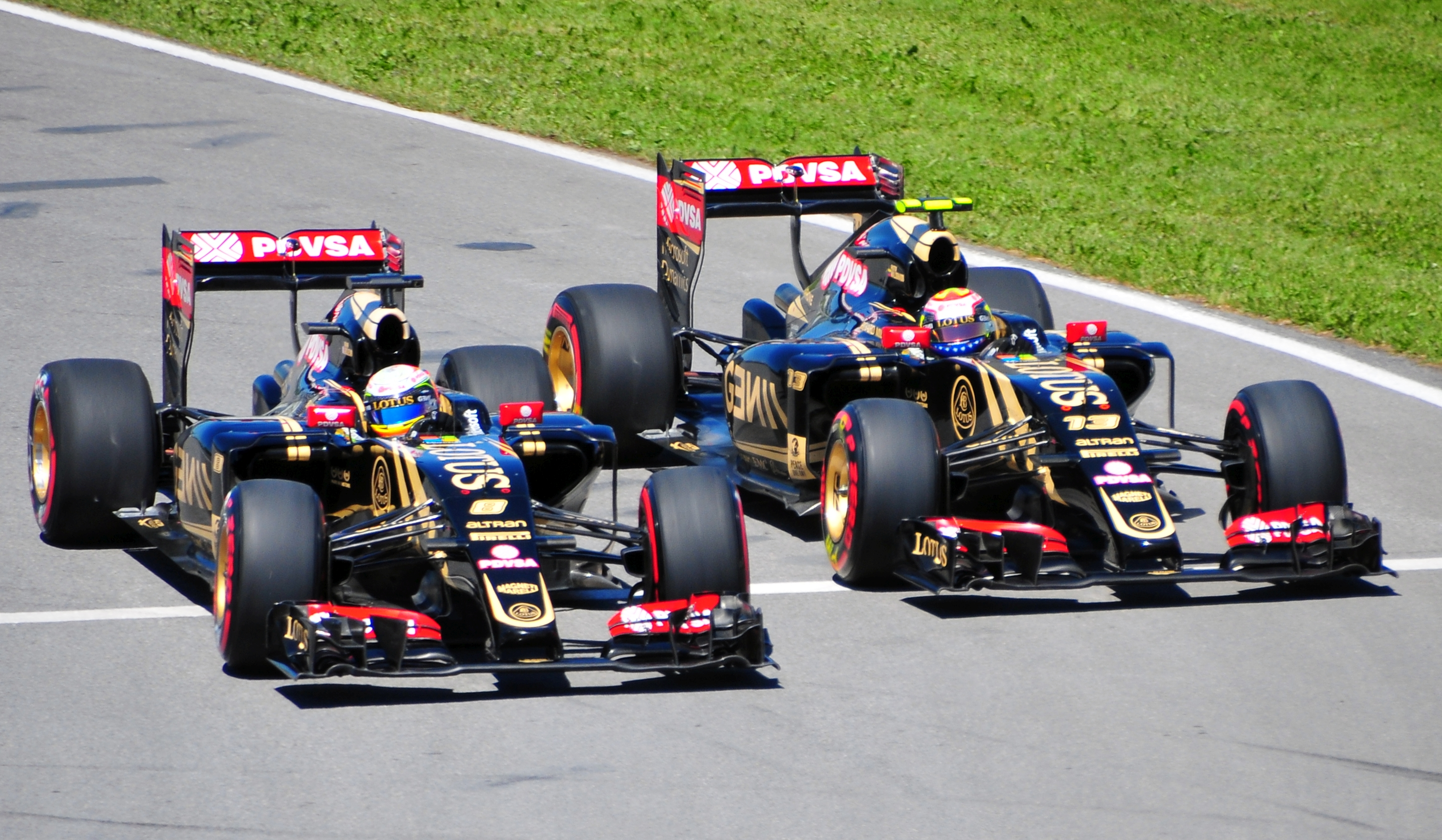
Le due Lotus vanno entrambe a punti nella gara di Montréal.

Massa passa Marcus Ericsson, poi Daniel Ricciardo e Sergio Pérez, installandosi al nono posto al quindicesimo passaggio. Quattro giri dopo sorpassa anche Daniil Kvjat e, grazie al pit stop di Maldonado, è settimo.
Al giro 26 Räikkönen effettua il suo cambio gomme: nel giro successivo però finisce in testacoda all'Epingle. Quando Valtteri Bottas effettua la sua sosta ai box, al giro 28, rientra in pista davanti al connazionale. Tra il giro 29 e il 30 effettuano il loro cambio degli pneumatici anche i due di testa: la classifica rimane invariata, sempre con Lewis Hamilton davanti a Nico Rosberg. Il tedesco riesce ad avvicinarsi al britannico, che però mantiene sempre più di un secondo di distacco dal compagno di team.
Risale la classifica anche Vettel, che prima passa le due Toro Rosso, poi Marcus Ericsson e infine Pastor Maldonado, ponendosi così al settimo posto, al giro 29. Al giro 35 Grosjean passa Massa, che non ha ancora effettuato la sosta. Nello stesso giro anche Vettel rientra ai box, per la sua seconda sosta. Il tedesco della Scuderia Ferrari è ora nono, dietro a Hülkenberg. Felipe Massa attende il giro 37 per il pit stop, e rientra in pista nono, dietro a Sebastian Vettel, ma davanti a Kvjat.
Al quarantesimo passaggio anche Kimi Räikkönen si ferma per la seconda volta, ma mantiene la quarta posizione. Due giri dopo Vettel passa Nico Hülkenberg all'ultima chicane: la Force India sbanda ma evita il contatto col ferrarista, che così scala settimo. Anche Massa sorpassa Hülkenberg. Al giro 50 Romain Grosjean sfiora la collisione con Will Stevens, doppiato, proprio all'inizio della corsia dei box: entrambi vanno al cambio gomme. Il francese scende all'undicesimo posto. la direzione di gara decide di penalizzare, di cinque secondi sul tempo di gara, il francese.
Al cinquantacinquesimo passaggio Sebastian Vettel ha la meglio su Pastor Maldonado e conquista la quinta piazza. Nello stesso giro Grosjean rientra in zona punti, passando Pérez, per il decimo posto. Maldonado, al giro 62, cede ancora una posizione, questa volta a Felipe Massa.
Lewis Hamilton conquista la sua quarta vittoria sul tracciato canadese, precedendo Nico Rosberg e Valtteri Bottas. Il podio del finlandese è il primo in stagione per un pilota che non corre né con la Mercedes né con la Ferrari.

### Gran Premio d'Austria
Nico Rosberg passa al via Lewis Hamilton, mentre Sebastian Vettel è terzo, davanti a Felipe Massa, Nico Hülkenberg, Max Verstappen e Valtteri Bottas. Nel corso del primo giro Kimi Räikkönen perde il controllo della sua vettura ed esce di pista: la sua Ferrari è colpita dalla McLaren di Fernando Alonso, che sale sopra il musetto della vettura del finnico. I due piloti sono incolumi; la direzione di gara manda in pista la safety car, per consentire agli steward di spostare le monoposto dalla pista.
Alla ripresa della gara la classifica rimane invariata. Al giro 8 Sergio Pérez passa Romain Grosjean per il decimo posto, mentre al giro 15 Bottas prende la posizione a Verstappen. Il finlandese della Williams passa anche Hülkenberg, al venticinquesimo giro. Un giro dopo Bottas va al cambio gomme, seguito dopo una tornata da Hülkenberg. Il tedesco della Force India, ora settimo, è di nuovo davanti al finlandese.
La classifica vede sempre al comando Nico Rosberg, seguito dal compagno di team Lewis Hamilton, Sebastian Vettel, Felipe Massa, Pastor Maldonado, Hülkenberg e Bottas, che hanno recuperato una posizione dopo il pit stop di Max Verstappen.
Al giro 34 cambia gli pneumatici Rosberg, poi, in serie tocca anche a Massa, Hamilton e Vettel. Nico Rosberg mantiene il comando della gara, mentre Vettel, a causa di un problema di fissaggio alla gomma posteriore sinistra, perde molto tempo al cambio gomme, e si trova alle spalle di Massa. La direzione di gara commina 5 secondi di penalità a Hamilton per aver toccato, in uscita dalla corsia dei box, la linea bianca che delimita la corsia d'uscita sulla pista. Intanto, al giro 35 Bottas sorpassa Nico Hülkenberg. Dopo i cambi gomme di Pérez e Maldonado, i due sono, rispettivamente, quinto e sesto.
Pastor Maldonado, al giro 51, passa Daniel Ricciardo, per l'ottavo posto, e negli ultimi giri s'avvicina a Verstappen. Più davanti Vettel riduce il distacco da Massa: il tedesco però non è capace di passare il pilota della Williams. Al giro 69 Maldonado ha la meglio su Verstappen, per la settima piazza.
Nico Rosberg vince per l'undicesima volta nel mondiale, precedendo Lewis Hamilton e Felipe Massa, al primo podio stagionale.

### Gran Premio di Gran Bretagna
Al via le due Williams di Felipe Massa e Valtteri Bottas passano Lewis Hamilton: il britannico recupera però la seconda posizione già nelle prime curve. Dietro vi sono i due tedeschi Nico Rosberg e Nico Hülkenberg, che precedono Kimi Räikkönen e Daniil Kvjat. Già nel corso del primo giro, per un doppio contatto fra le due McLaren e le due Lotus, la direzione di gara decide di inviare in pista la safety car. Alla ripartenza, al quarto giro, Hamilton attacca Massa, ma sbaglia la frenata e viene ripassato da Bottas.

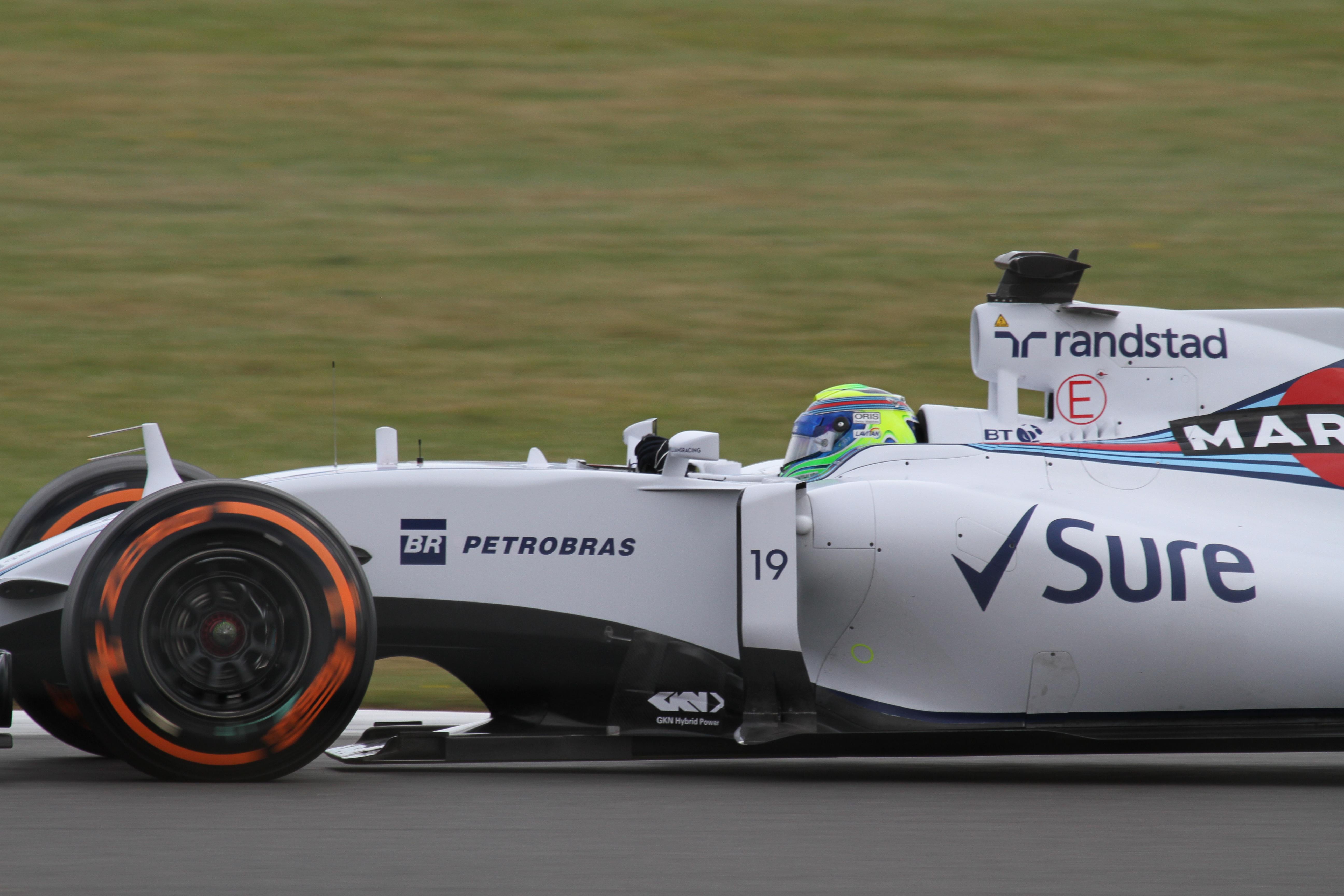
Felipe Massa conduce i primi 18 giri della gara di Silverstone.

Nei giri seguenti Bottas si avvicina a Massa, senza però riuscire a passarlo. Sebastian Vettel, passato da Pérez al giro 4, recupera al giro 9 l'ottava posizione. Le due Ferrari effettuano il cambio gomme tra il tredicesimo e quattordicesimo giro: ciò permette a Vettel di scavalcare Kvjat, per l'ottava piazza. Al giro 19 è il turno dello stop di Lewis Hamilton, seguito, dopo un giro sia da Felipe Massa che da Nico Rosberg. Al ventunesimo passaggio tocca anche a Bottas. Hamilton si trova ora al comando del gran premio. Anche le due Ferrari hanno recuperato posizioni, dopo le soste di Hülkenberg e Pérez, e dopo aver passato Marcus Ericsson: ora Räikkönen è quinto e Vettel sesto.
Al trentaduesimo giro Carlos Sainz Jr., mentre era nono, è costretto al ritiro. La vettura rimane ferma in uscita all'ultima curva: la direzione di gara impone il regime di virtual safety car, con le monoposto che devono mantenere una velocità limitata.
Intanto, sul tracciato inglese, inizia una leggera pioggia: Kimi Räikkönen decide presto di montare gomme intermedie, come Fernando Alonso e le due Marussia. La scelta però è azzardata, tanto che il finlandese perde diverse posizioni. Nico Rosberg, invece, passa in breve tempo, sia Bottas che Massa, ponendosi in seconda posizione.
Al quarantatreesimo giro rientrano ai box sia Hamilton che Vettel, per montare gomme da bagnato intermedio. L'inglese resta al comando della gara, mentre il tedesco scala terzo, dopo che nel giro seguente, hanno optato per queste gomme anche Rosberg e le due Williams.
Lewis Hamilton conquista la trentottesima vittoria nel mondiale, nel GP di casa, la trentasettesima per la Mercedes, che ottiene anche la ventiduesima doppietta.

### Gran Premio d'Ungheria
La procedura di partenza viene interrotta, dopo il giro di formazione, in quanto Felipe Massa non si era posizionato correttamente nel suo stallo. La gara viene ridotta di un giro, a causa del nuovo giro di formazione necessario. Il brasiliano è penalizzato di 5 secondi, da scontare al primo pit stop.
Al via le due Ferrari scattano rapidamente, tanto che Sebastian Vettel prende il comando, davanti a Nico Rosberg e Kimi Räikkönen che, a sua volta, ha sopravanzato il poleman Lewis Hamilton; già alla terza curva il finlandese della Ferrari passa anche Rosberg. Poco dopo Hamilton, nel tentativo di passare anch'egli Rosberg, esce di pista, e scende al decimo posto. Al termine del primo giro, dopo i primi tre, vi sono Valtteri Bottas, Daniil Kvjat, Nico Hülkenberg, Daniel Ricciardo e Sergio Pérez. Il giro dopo Hülkenberg prende una posizione a Kvjat. Il russo cede ancora una posizione, al giro 8, al suo compagno di team, Ricciardo. Al giro decimo Daniel Ricciardo passa anche Hülkenberg.

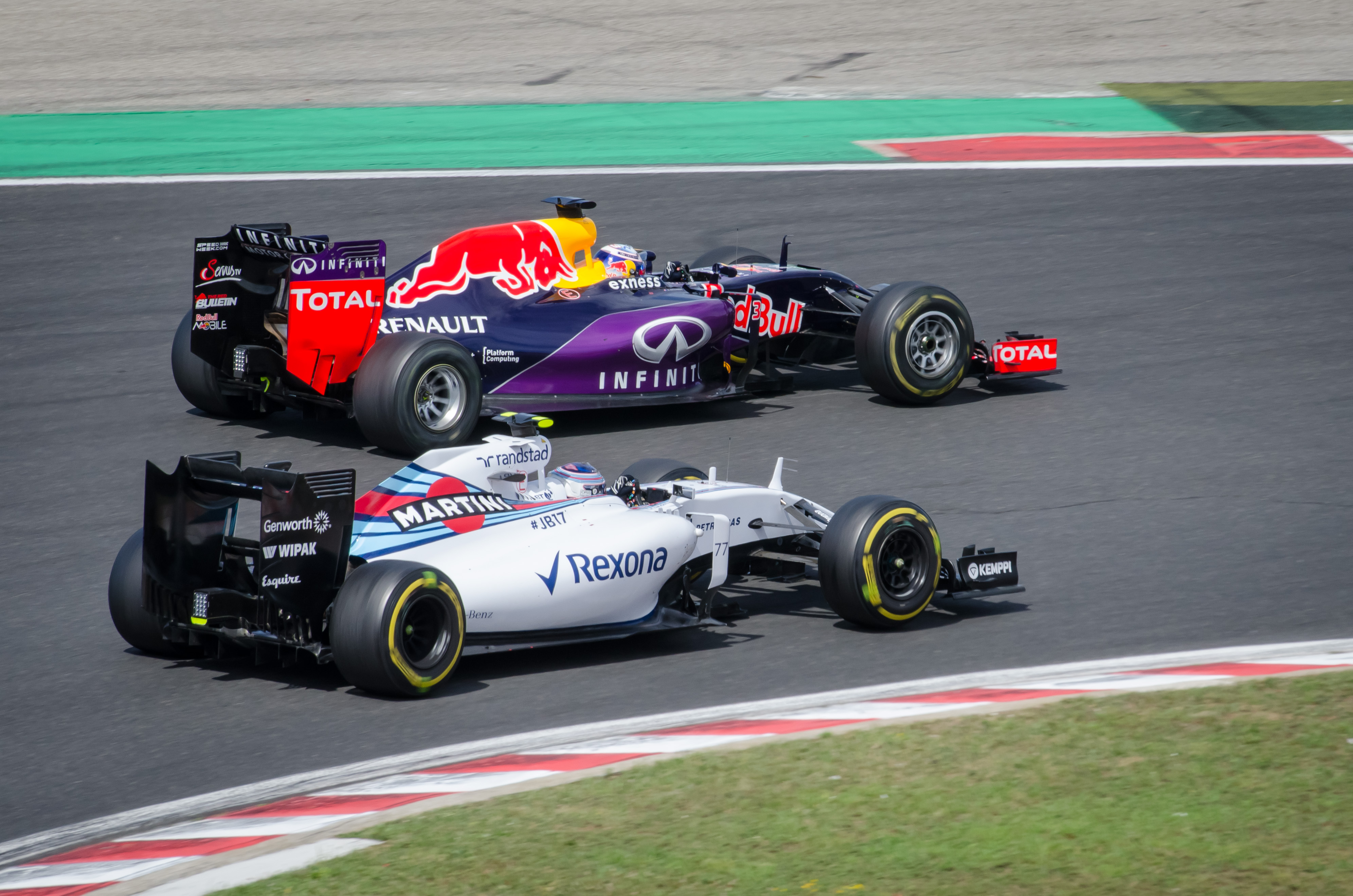
Daniil Kvjat, con la Red Bull, e Valtteri Bottas con la Williams, impegnati nella gara ungherese. Il russo Kvjat ottiene il suo primo podio nel mondiale.

Quattro giri dopo vanno al cambio gomme Bottas e Kvjat. Due giri dopo è il turno di Nico Hülkenberg. Tra il ventesimo e il ventitreesimo passaggio, effettuano la prima sosta sia le due Ferrari che le due Mercedes. Vettel mantiene la vetta, davanti a Räikkönen, Rosberg, Daniel Ricciardo (che ancora non ha cambiato) e Lewis Hamilton, autore di una bella rimonta. Il britannico passa poi anche l'australiano, al giro 29.
Dopo il quarantesimo giro, sulla vettura di Kimi Räikkönen, si evidenzia un problema di perdita di potenza del motore elettrico. Al giro 43, sul rettifilo d'arrivo, cede l'alettone anteriore della Force India di Nico Hülkenberg: la vettura esce di pista a elevata velocità, ma senza danni per il pilota. La direzione di gara stabilisce la Virtual Safety car, sul rettilineo, poi decide per l'entrata in pista della Safety Car reale, con le vetture che sono fatte transitare dentro la corsia dei box.
Alla ripartenza della gara, dopo 6 giri, Rosberg passa subito il finlandese della Ferrari, mentre Hamiton viene sorpreso da Daniel Ricciardo: i due hanno anche un contatto, ciò permette a Daniil Kvjat di passare il britannico, per il quinto posto. Hamilton va ai box per cambiare l'ala anteriore, e scende al settimo posto. Poco dopo, anche Räikkönen è costretto ai box, dove si cerca di resettare il problema del motore, ma senza successo. Rientrato in pista, si ritira poco dopo. Risalgono in classifica le due STR, con Max Verstappen (5°) e Carlos Sainz Jr. (6°), che precedono Fernando Alonso. Al giro 55 Alonso ha la meglio su Sainz, per il sesto posto. Il pilota della Toro Rosso è poi costretto al ritiro.
Negli ultimi giri Nico Rosberg si avvicina a Sebastian Vettel, senza però riuscire a superarlo. Da dietro rinviene Daniel Ricciardo che, a sua volta, minaccia la posizione di Rosberg. Al sessantaquattresimo giro Ricciardo tenta l'attacco su Rosberg, i due si toccano: Rosberg fora una gomma, mentre Ricciardo danneggia l'alettone anteriore. I due sono costretti a fermarsi ai box. Daniil Kvjat scala secondo, proprio davanti al compagno di scuderia Ricciardo. Rosberg, invece, costretto a un intero giro con una gomma forata, scende in decima posizione. A due giri dal termine Lewis Hamilton passa Romain Grosjean, per il sesto posto.
Sebastian Vettel vince il suo quarantunesimo gran premio del mondiale di F1: eguaglia così il numero di vittorie di Ayrton Senna. Il russo Daniil Kvjat ottiene il suo primo podio.

### Gran Premio del Belgio
La partenza viene abortita, in quanto Nico Hülkenberg manifesta problemi al motore della sua Force India. Ciò costringe a un secondo giro di formazione, nel corso del quale anche Carlos Sainz Jr. è costretto ai box per un problema analogo.

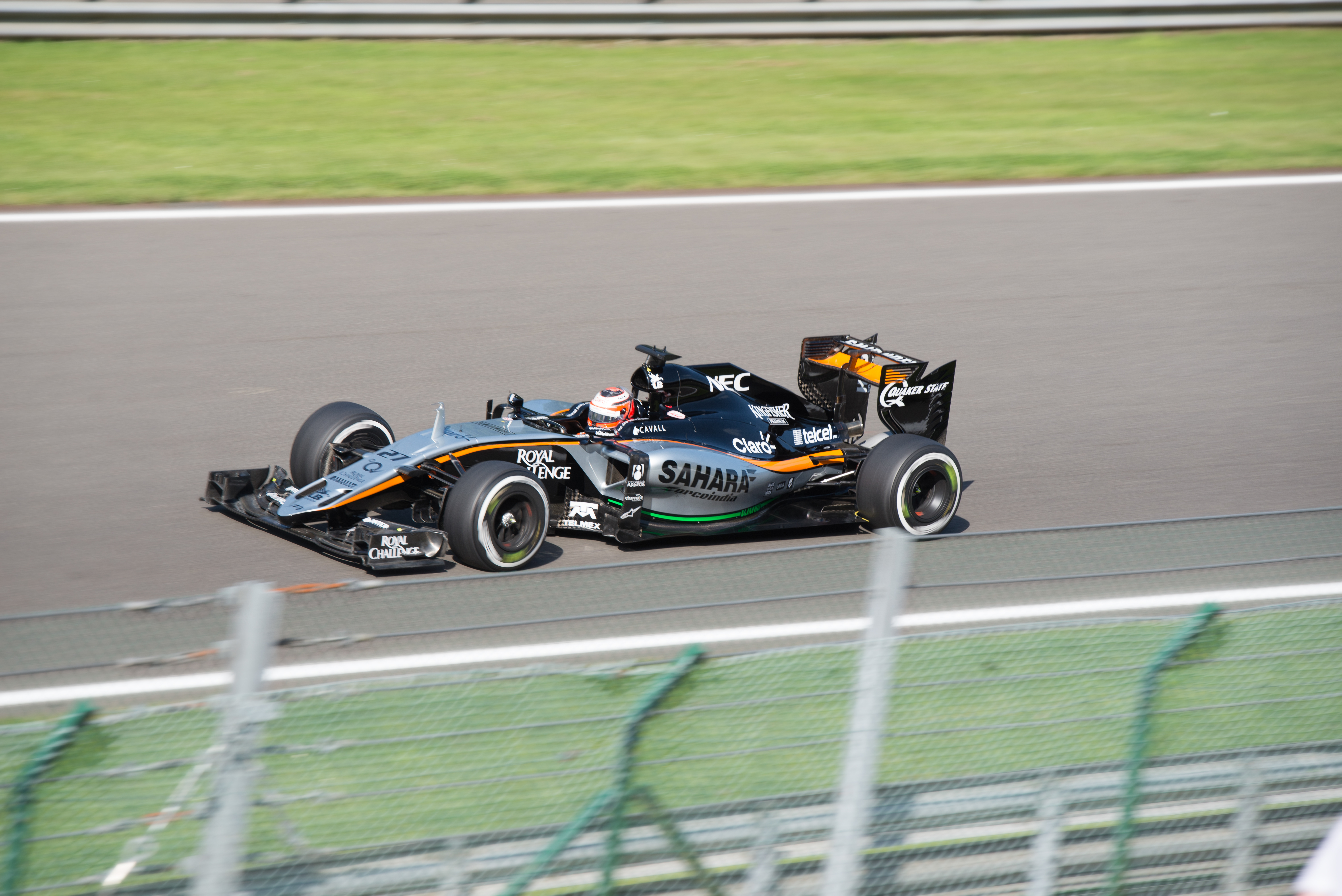
Nel GP di Spa un problema tecnico sulla Force India di Nico Hülkenberg comporta l'annullamento della procedura di partenza e la necessità di un secondo giro di formazione.

Al via Lewis Hamilton mantiene il comando, mentre Nico Rosberg è presto sopravanzato da Sergio Pérez, Daniel Ricciardo e Valtteri Bottas. Il messicano tenta anche di passare Hamilton sul Kemmel, ma senza successo. Già nel corso del primo giro però Bottas commette un errore alla Bus Stop, facendosi passare sia da Rosberg che da Sebastian Vettel.
Al quinto giro Daniil Kvjat conquista l'ottava posizione, ai danni di Felipe Massa, mentre all'ottavo giro Ricciardo effettua il primo cambio gomme. Al giro seguente Romain Grosjean strappa la settima posizione a Bottas. Al giro 9 vanno al cambio gomme Pérez, Grosjean, Massa, mentre un giro dopo tocca ai due finnici, Kimi Räikkönen e Valtteri Bottas: alla Williams però compiono l'errore di montare gomme morbide all'anteriore e medie al posteriore. Intanto, dopo la sosta di Pérez, Rosberg è secondo, davanti a Vettel.
Nei giri seguenti effettuano il cambio gomme le due Mercedes e Sebastian Vettel. La classifica vede così sempre al comando il duo delle vetture tedesche, mentre terzo è sempre Pérez, davanti a Ricciardo, Grosjean e Vettel. Il francese della Lotus sorpassa prima Ricciardo al giro 17, poi anche il messicano, due giri dopo. Al giro venti termina la gara di Daniel Ricciardo, che si ferma con la sua Red Bull Racing all'ultima curva: viene introdotta la Virtual Safety Car.
Un giro dopo Romain Grosjean effettua la seconda sosta; ciò consente a Vettel di recuperare la terza posizione: dietro ci sono Sergio Pérez, Felipe Massa, Kimi Räikkönen e Daniil Kvjat. Il duo di testa effettua il cambio gomme tra il giro 30 e il giro 31, mantenendo le posizioni acquisite. Al trentasettesimo giro Kvjat passa Räikkönen, e due giri dopo, anche Massa, conquistando la sesta posizione.
Negli ultimi giri Grosjean si avvicina a Vettel, che ha effettuato un solo cambio degli pneumatici, mentre Max Verstappen scala la classifica, passando Bottas per il nono posto: l'olandese cerca di passare anche Räikkönen, ma va lungo, al termine del rettifilo del Kemmel.
A due giri dal termine esplode la posteriore destra sulla vettura di Vettel, che è così costretto a rientrare ai box, abbandonando la zona del podio. Lewis Hamilton vince, davanti al compagno di scuderia Nico Rosberg. Terzo è Romain Grosjean, al primo podio dal Gran Premio degli Stati Uniti d'America 2013.

### Gran Premio d'Italia

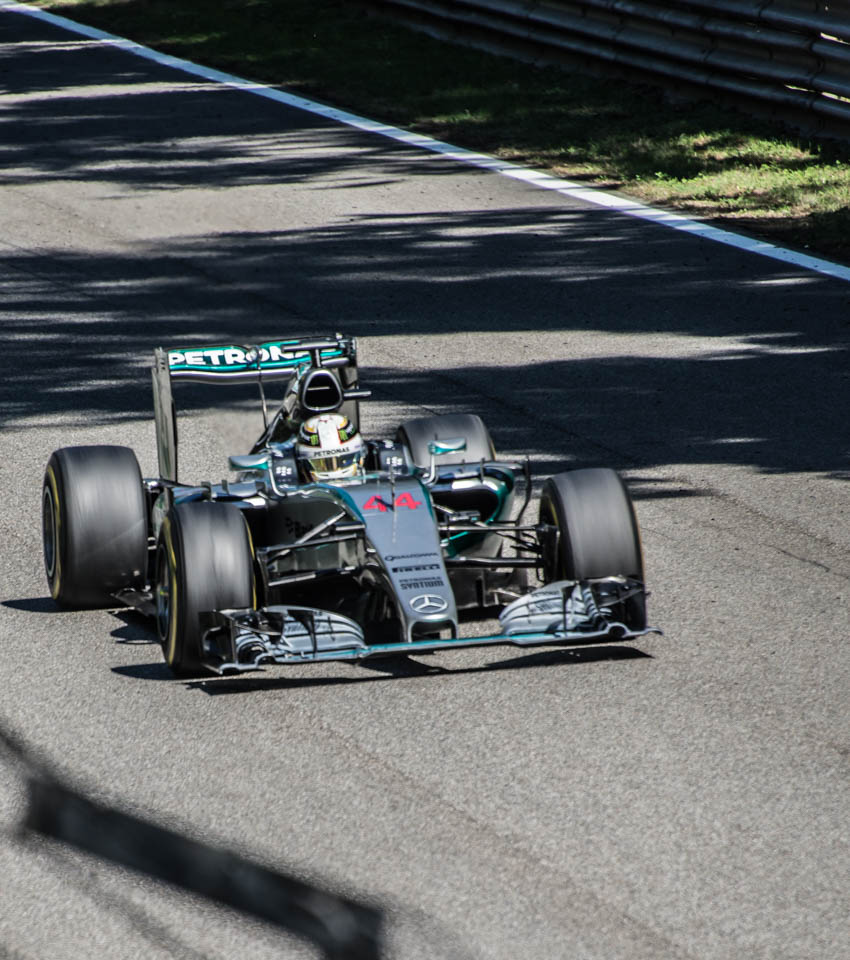
Lewis Hamilton consegue il Grand Chelem a Monza: pole position, giro più veloce, vittoria e gara condotta per tutta la sua durata.

Alla partenza Kimi Räikkönen ha un problema con la sua vettura e procede molto lentamente, venendo sfilato da tutto il gruppo di monoposto. Lewis Hamilton mantiene il comando della gara, davanti a Sebastian Vettel, che precede, a sua volta, le due Williams. Nico Rosberg, penalizzato dalla vettura di Räikkönen rimasta ferma, davanti a lui, è solo sesto. Il tedesco è comunque capace, al secondo giro di passare Sergio Pérez.
Nei giri seguenti Hamilton consolida il vantaggio sul resto del gruppo, mentre Räikkönen è autore di una lunga rimonta, che lo porta al nono posto, già al sesto giro, pur penalizzato da un lungo alla Variante della Roggia, al quarto giro. Qualche giro dopo Nico Rosberg si avvicina a Valtteri Bottas, ma deve desistere nel tentativo di sorpasso. Al diciannovesimo passaggio Rosberg è il primo dei piloti di testa ad effettuare il cambio gomme.
Nei giri che seguono anche gli altri piloti di testa cambiano gli pneumatici: Hamilton mantiene il comando del gran premio, seguito da Sebastian Vettel, mentre Rosberg scala terzo, ora davanti alle due Williams. Al giro 29 è il turno di Räikkönen, che però rallenta vistosamente all'ingresso della corsia dei box, rischiando di essere tamponato da Roberto Merhi. Al rientro in pista il finlandese è decimo, ma presto passa Marcus Ericsson e Nico Hülkenberg, e guadagna una posizione dal pit stop di Daniel Ricciardo.
Nella parte finale della gara Nico Rosberg si avvicina a Vettel, portandosi a meno di due secondi dal ferrarista. Al giro 51 Räikkönen supera anche Pérez, mentre un guasto al motore della Mercedes di Nico Rosberg costringe il tedesco all'abbandono.
Lewis Hamilton conquista la quarantesima vittoria nel mondiale, davanti a Sebastian Vettel e Felipe Massa, che negli ultimi giri deve sopportare l'attacco del compagno di scuderia Valtteri Bottas.

### Gran Premio di Singapore

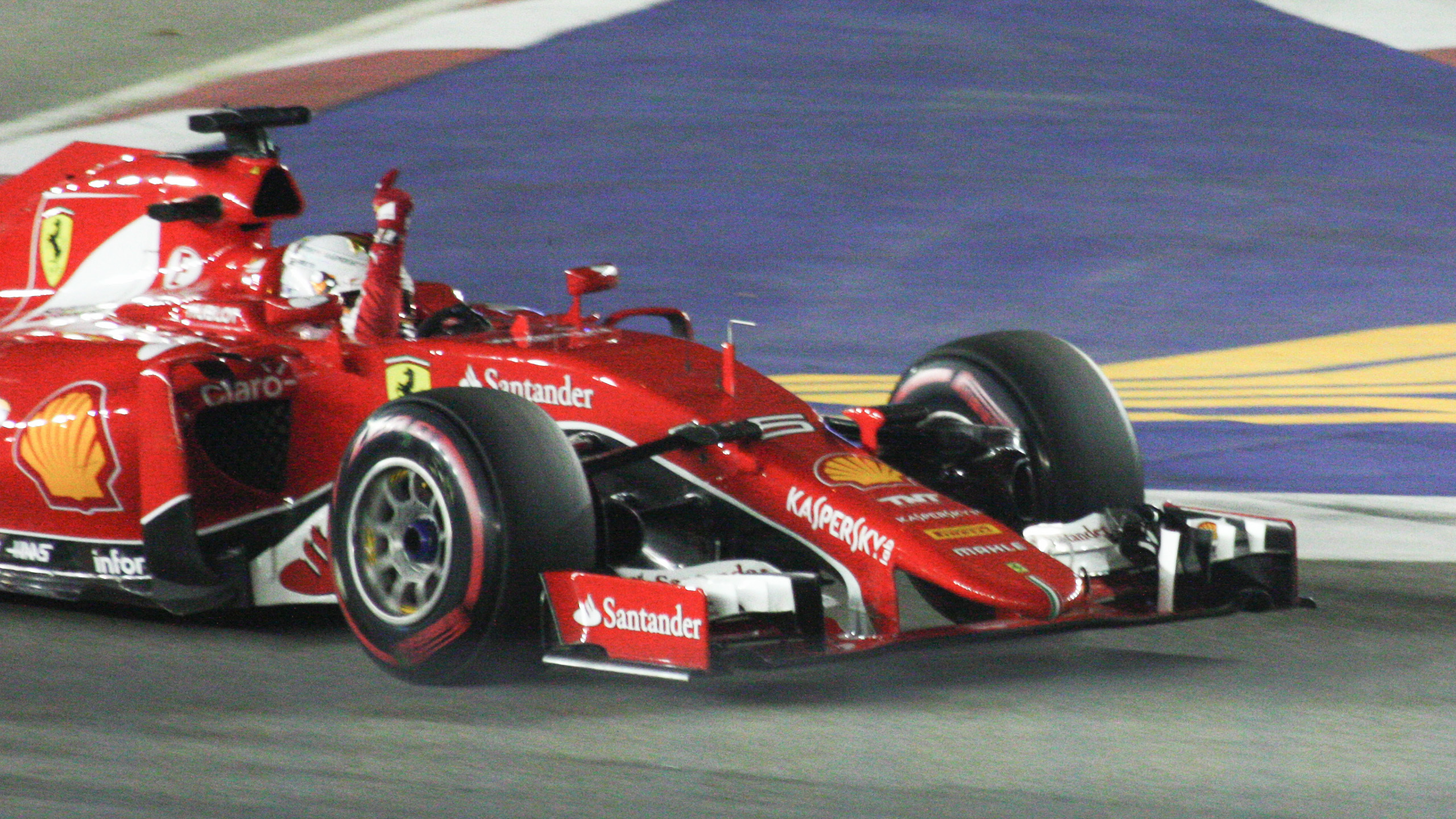
Sebastian Vettel festeggia la pole nel Gran Premio di Singapore, la prima conseguita con la Ferrari

Al semaforo Sebastian Vettel mantiene il comando, seguito da Daniel Ricciardo, Kimi Räikkönen, Daniil Kvjat e il doppio duo della Mercedes e della Williams. Nelle retrovie c'è un problema alla partenza per Max Verstappen, che viene sfilato da tutto il gruppo.
La classifica rimane immutata fino ai cambi gomme: al giro 13 è il turno per Kvjat e Felipe Massa: in uscita dalla corsia dei box il brasiliano viene a contatto con Nico Hülkenberg: la vettura del tedesco esce di pista, colpisce le barriere, costringendo così il pilota al ritiro. la direzione di gara stabilisce, nel punto la Virtual Safety Car. I piloti, che non hanno ancora effettuato il cambio gomme, sfruttano la situazione per portarsi ai box. Con tale mossa la coppia di piloti della Mercedes riesce a sopravanzare Kvjat. Dopo 3 giri la direzione di gara invia in pista la Safety Car, per consentire la pulizia della pista con maggiore sicurezza.
Alla ripartenza si forma un trenino, con i primi tre, Vettel, Ricciardo e Räikkönen, divisi da pochi decimi. Lewis Hamilton, quarto, sembra ridurre la distanza dai primi, ma al ventiseiesimo giro annuncia via radio una perdita di potenza della sua Mercedes. Il britannico viene sfilato dalle altre vetture del gruppo, fino a quando decide per il ritiro, al giro 33.
Un giro dopo Kvjat effettua la sua seconda sosta, che però è molto lenta, penalizzandolo in classifica, ove perde una posizione, a favore di Valtteri Bottas. Nello stesso giro si ritira anche Fernando Alonso. Al giro 37 la direzione di gara è costretta a inviare in pista nuovamente la vettura di sicurezza, a causa dell'entrata in pista di uno spettatore, che rientra dopo pochi secondi, al di là delle barriere: ciò comporta nuovamente un arrivo in massa al cambio gomme, per i piloti delle posizioni di testa. Alla ripartenza le posizioni sono invariate, sempre con Vettel, davanti a Ricciardo, Räikkönen, Rosberg, Bottas, Kvjat e Pérez.
Al quarantaduesimo passaggio, vanno a contatto Jenson Button e Pastor Maldonado, col pilota britannico che perde parte dell'alettone anteriore, ed è costretto ai box. Negli ultimi giri le due Toro Rosso, con gomme supersoft, recuperano diverse posizioni, con Verstappen ottavo e Sainz nono. Dal muretto la scuderia chiede al pilota olandese di fare strada a Sainz, ma Verstappen decide di mantenere la posizione.
Sebastian Vettel vince la terza gara dell'anno, imponendosi per la quarta volta sul tracciato di Singapore.

### Gran Premio del Giappone

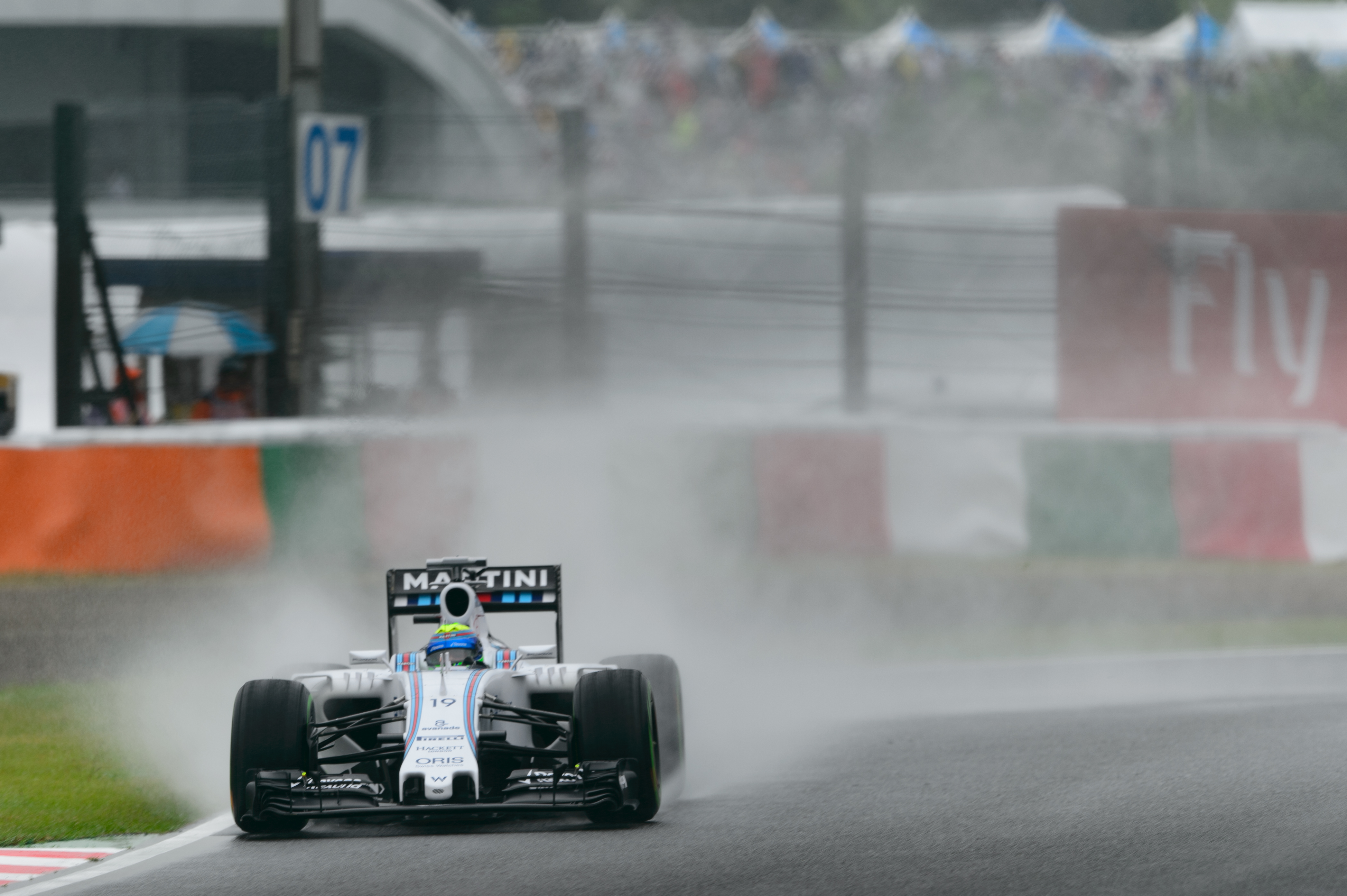
Felipe Massa impegnato nelle prove libere del venerdì nel GP del Giappone.

Lewis Hamilton, partito dalla prima fila fianco del poleman Nico Rosberg, conquista subito la vetta della classifica, mentre il tedesco cede posizioni anche a Sebastian Vettel e Valtteri Bottas. Più dietro c'è un contatto tra Daniel Ricciardo e Felipe Massa: entrambi sono costretti a un cambio gomme.
Rosberg è penalizzato, nei primi giri, da una elevata temperatura del motore, tanto che Kimi Räikkönen si avvicina, a meno di un secondo. Al giro 12 Bottas effettua il primo cambio gomme tra i piloti di testa, seguito, due giri dopo, da Vettel, che ha subito un improvviso decadimento delle prestazioni. Tra il giro 15 e il giro 17 vanno al box le due Mercedes e Räikkönen, ma la classifica resta invariata. Al giro 18 però Nico Rosberg passa Valtteri Bottas, al Casio Triangle.
Al ventottesimo giro Carlos Sainz Jr., nono in classifica, effettua il cambio gomme, ma deve anche sostituire l'ala anteriore danneggiata. Nei due giri successivi effettuano la loro seconda sosta Kimi Räikkönen, Nico Rosberg e Valtteri Bottas: ora il ferrarista ha sopravanzato il suo connazionale. Anche Rosberg conquista una posizione, a Vettel, dopo il pit stop, di quest'ultimo. Al trentaduesimo passaggio è il turno per il battistrada Hamilton, che mantiene comodamente la vetta della gara.
Negli ultimi giri Vettel sembra potersi avvicinare a Rosberg, così come Bottas recupera terreno su Räikkönen, ma entrambi non sono capaci di impensierire chi sta loro davanti. Lewis Hamilton vince per la quarantunesima volta in carriera, eguagliando il numero di successi di Ayrton Senna. Per la Mercedes è la ventiquattresima doppietta come costruttore.

### Gran Premio di Russia
Il poleman Nico Rosberg mantiene il comando della gara, difendendosi dall'attacco di Lewis Hamilton, Valtteri Bottas è terzo, davanti al connazionale Kimi Räikkönen, che passa Sebastian Vettel. Poco dopo Räikkönen infila anche Bottas, strappandogli la terza piazza. Nelle retrovie Nico Hülkenberg va in testacoda e viene colpito dalla vettura di Marcus Ericsson: entrambi i piloti sono costretti al ritiro, e la direzione di gara invia in pista la vettura di sicurezza.

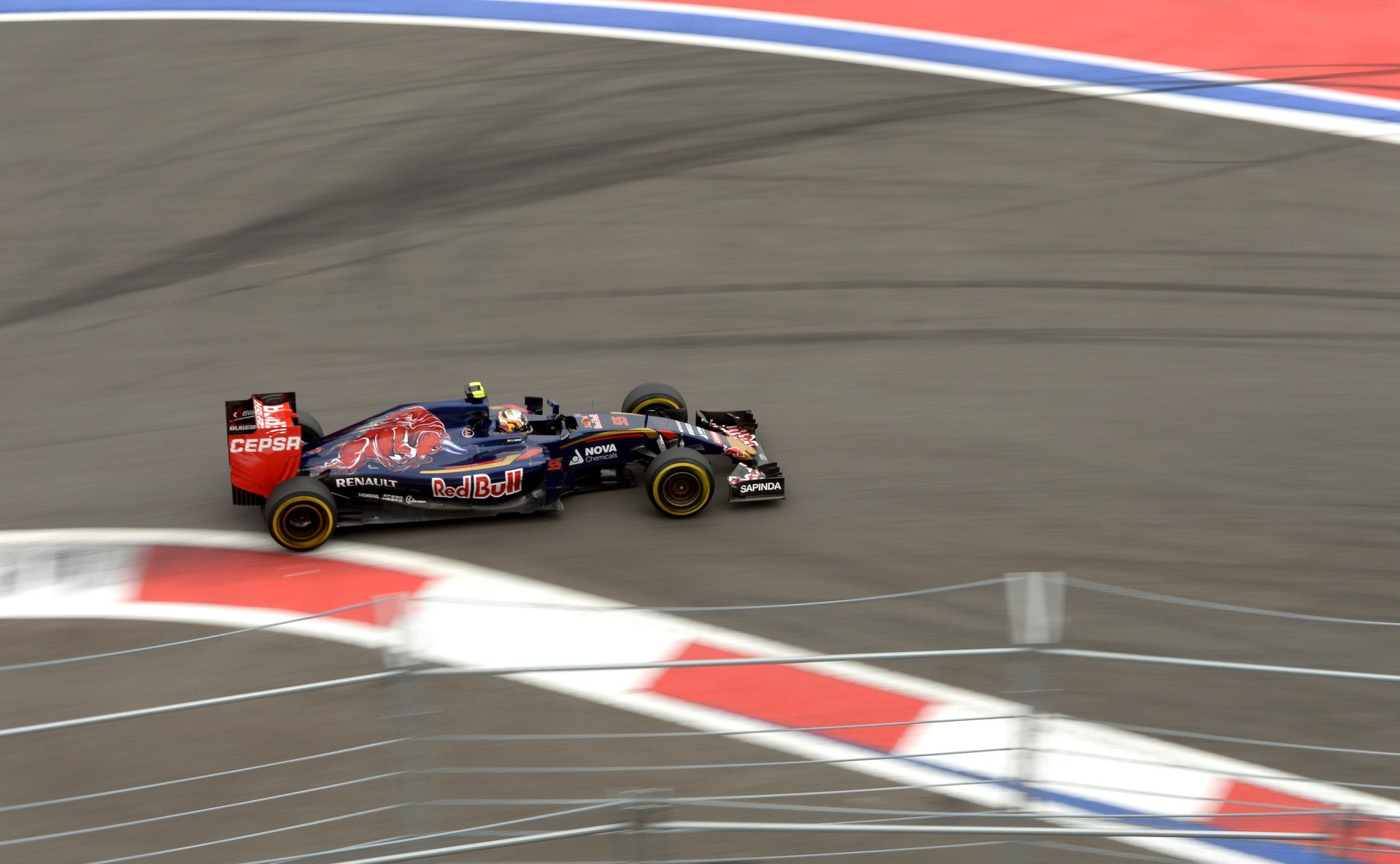
Carlos Sainz sarà costretto a ritirarsi per un problema ai freni accusato durante il 45º giro.

La gara riprende della sua valenza agonistica al terzo giro e al quarto passaggio Bottas strappa nuovamente la posizione tre a Räikkönen. La gara del battistrada, Nico Rosberg, termina dopo 7 giri, per un guasto all'acceleratore. Lewis Hamilton guida ora davanti ai finlandesi Bottas e Räikkönen, con quest'ultimo che si difende dagli attacchi del compagno di team, Vettel.
Al dodicesimo giro Romain Grosjean perde il controllo della sua Lotus e va a sbattere contro le barriere: la safety car viene nuovamente inviata in pista. Ne approfittano per andare ai box Sergio Pérez, Daniel Ricciardo, Carlos Sainz Jr. e Jenson Button. La gara riprende dal sedicesimo giro: un giro dopo Sebastian Vettel prova il sorpasso su Kimi Räikkönen, ma una prima volta va lungo; il tedesco, poco dopo, è però capace di passare il collega di team.
Al giro 26 vi è il primo pit stop per un pilota delle prime posizioni, Valtteri Bottas. Quattro giri dopo è il turno di Kimi Räikkönen, e poi, dopo un giro, di Vettel. Ora il tedesco è secondo, mentre i due finlandesi sono quinto e sesto, preceduti anche da Sergio Pérez e Daniel Ricciardo. Hamilton effettua il suo cambio degli pneumatici al giro 32 e mantiene il comando della gara.
Bottas è capace di passare Ricciardo al giro 45, mentre Räikkönen, in un tentativo di sorpasso, va lungo e deve perciò desistere. Sempre al quarantacinquesimo giro Carlos Sainz Jr., settimo, è costretto al ritiro per un guasto all'impianto dei freni, che lo costringe a un'uscita di pista, con leggero tocco delle barriere. Al giro 48 si ritira anche Ricciardo per un problema alle sospensioni. Kimi Räikkönen scala così al quinto posto.
Al cinquantaduesimo giro Pérez, in crisi con le gomme, viene passato sia da Bottas che da Kimi Räikkönen scendendo così al quinto posto. All'ultimo giro Räikkönen attacca Bottas e i due entrano in collisione: il pilota della Williams è costretto al ritiro, mentre il ferrarista, pur procedendo lentamente, riesce a terminare la gara quinto, passato sia da Pérez che da Massa. Al termine della gara Räikkönen viene ritenuto responsabile dell'incidente e penalizzato, retrocedendo in ottava posizione.
Lewis Hamilton ottiene la vittoria numero 42 nel mondiale davanti a Vettel e Pérez, che ottiene il quinto podio in carriera e il primo stagionale per la Force India. Grazie a questo risultato la Mercedes si aggiudica il titolo costruttori.

### Gran Premio degli Stati Uniti
Nico Rosberg, partito dalla pole position, cede subito diverse posizioni venendo passato da Lewis Hamilton, dalla due Red Bull e da Sergio Pérez. Più dietro Sebastian Vettel, invece, scala subito dalla tredicesima posizione di partenza alla settima. A causa di un contatto al via Bottas è costretto a cambiare l'alettone anteriore: la scuderia decide di montare gomme slick, ma la pista è ancora troppo umida tanto che il finlandese rientra subito per un secondo cambio gomme per rimettere le coperture da bagnato.

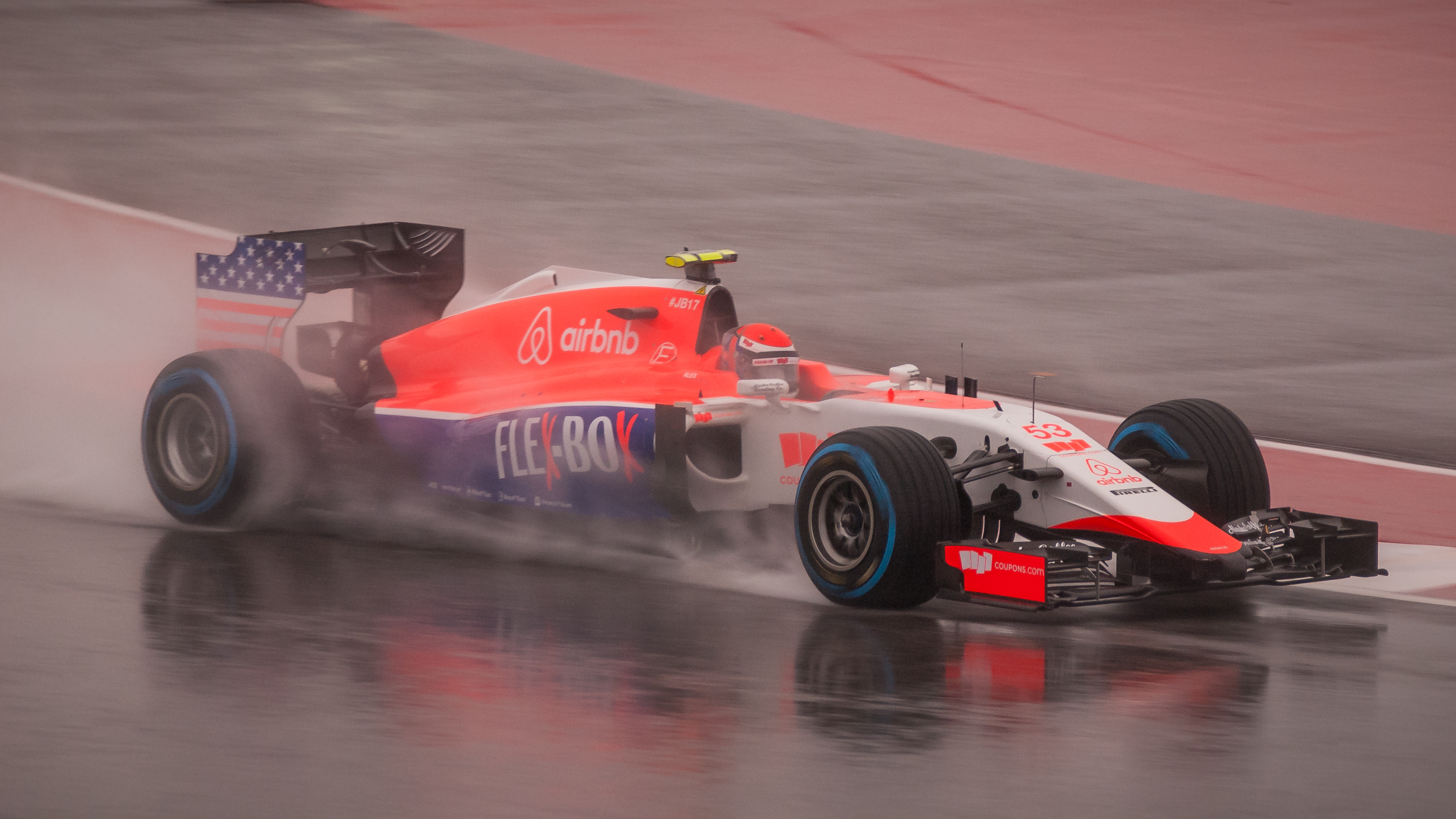
Alexander Rossi, statunitense, sfiora la zona punti nella gara di casa.

Daniil Kvjat, secondo, tenta il sorpasso su Hamilton alla prima curva, ma va lungo e ricede subito il comando al britannico. Al quinto giro la direzione di gara impone la virtual safety car per consentire ai commissari di pista di ripulire il tracciato dai detriti lasciati da un contatto tra Felipe Massa e Fernando Alonso avvenuto al via della gara. Al termine del periodo di velocità controllata Rosberg è capace, in poche curve, di passare il duo della Red Bull portandosi al secondo posto.
Al giro 11 Kvjat attacca Rosberg, va lungo e viene passato da Daniel Ricciardo: l'australiano approfitta di un errore di Nico Rosberg e si pone secondo. I primi quattro in pista sono molto vicini, tanto che al giro 15 Ricciardo passa anche Hamilton ponendosi al comando. Più dietro si scatena la bagarre tra le due Ferrari e le due STR per la sesta piazza. Al giro 17 Hamilton cede la seconda posizione a Rosberg; il britannico va però subito al cambio gomme montando gomme soft.
Al giro 19 effettuano il cambio gomme i due della Red Bull e Nico Rosberg. Dopo il cambio degli pnaumatici Ricciardo guida la gara sempre davanti a Rosberg e Kvjat, con Hamilton quarto e Vettel quinto. Kimi Räikkönen, anche su lui con gomme da asciutto, esce di pista e danneggia l'alettone anteriore e poco dopo è costretto al ritiro. Anche Ricciardo va in una via di fuga, ma mantiene il comando fino al giro 22, quando viene passato da Rosberg.
Con pista che si sta asciugando le Red Bull perdono velocità: al giro 23 Vettel passa Kvjat ed è quarto. Al ventiseiesimo giro Ricciardo deve cedere la seconda posizione a Hamilton, più veloce.
La Sauber di Marcus Ericsson si ferma in traiettoria per un problema tecnico costringendo la direzione a inviare in pista la safety car. Sebastian Vettel monta gomma medie, così come il duo della Force India; Max Verstappen opta per gomme soft. Alla ripartenza della gara Rosberg precede ancora Hamilton, seguono poi i piloti della RBR, Sebastian Vettel, Max Verstappen e il duo della Force India.
Subito Vettel passa Kvjat e attacca Ricciardo che però resiste, ma poi è costretto a cedere il passo al ferrarista. Le Red Bull cedono presto posizioni con Max Verstappen che scala quarto al trentacinquesimo giro. Nello stesso giro c'è un contatto tra Nico Hülkenberg e Daniel Ricciardo: il tedesco rovina la sospensione e la direzione di gara impone ancora la virtual safety car. Rosberg ne approfitta per il cambio gomme, passa così a condurre nuovamente Hamilton. Il tedesco è passato anche da Vettel e Verstappen. Vanno al cambio gomme anche i due piloti della RBR.
Al termine del periodo di neutralizzazione Fernando Alonso attacca Pérez e coglie il sesto posto, mentre Rosberg, in un paio di giri, recupera la seconda posizione alle spalle di Hamilton.
Al quarantatreesimo giro Daniil Kvjat esce di pista e finisce contro le barriere: la vettura resta in posizione pericolosa: la direzione di gara è costretta ancora alla safety car. Questo permette a Vettel e Hamilton di cambiare gli pneumatici e passare sulla mescola morbida: all'uscita dei box si trovano in seconda e quarta posizione.
Alla ripartenza Vettel si riprende il podio su Max Verstappen e, al quarantottesimo giro, Rosberg va lungo in trazione con Hamilton che si riprende la prima posizione. Negli ultimi giri Vettel si avvicina a Rosberg, ma senza successo. Vince Lewis Hamilton, che si laurea campione del mondo per la terza volta.

### Gran Premio del Messico
Nico Rosberg tiene la vetta della gara, resistendo all'attacco di Lewis Hamilton, al via. Sebastian Vettel subisce una foratura, da parte di Daniel Ricciardo, ed è costretto subito ai box, mentre Fernando Alonso si ritira, dopo un giro, per un problema al motore. La classifica vede, dopo il duo della Mercedes, Daniil Kvjat, Daniel Ricciardo, Valtteri Bottas, Max Verstappen e Felipe Massa.

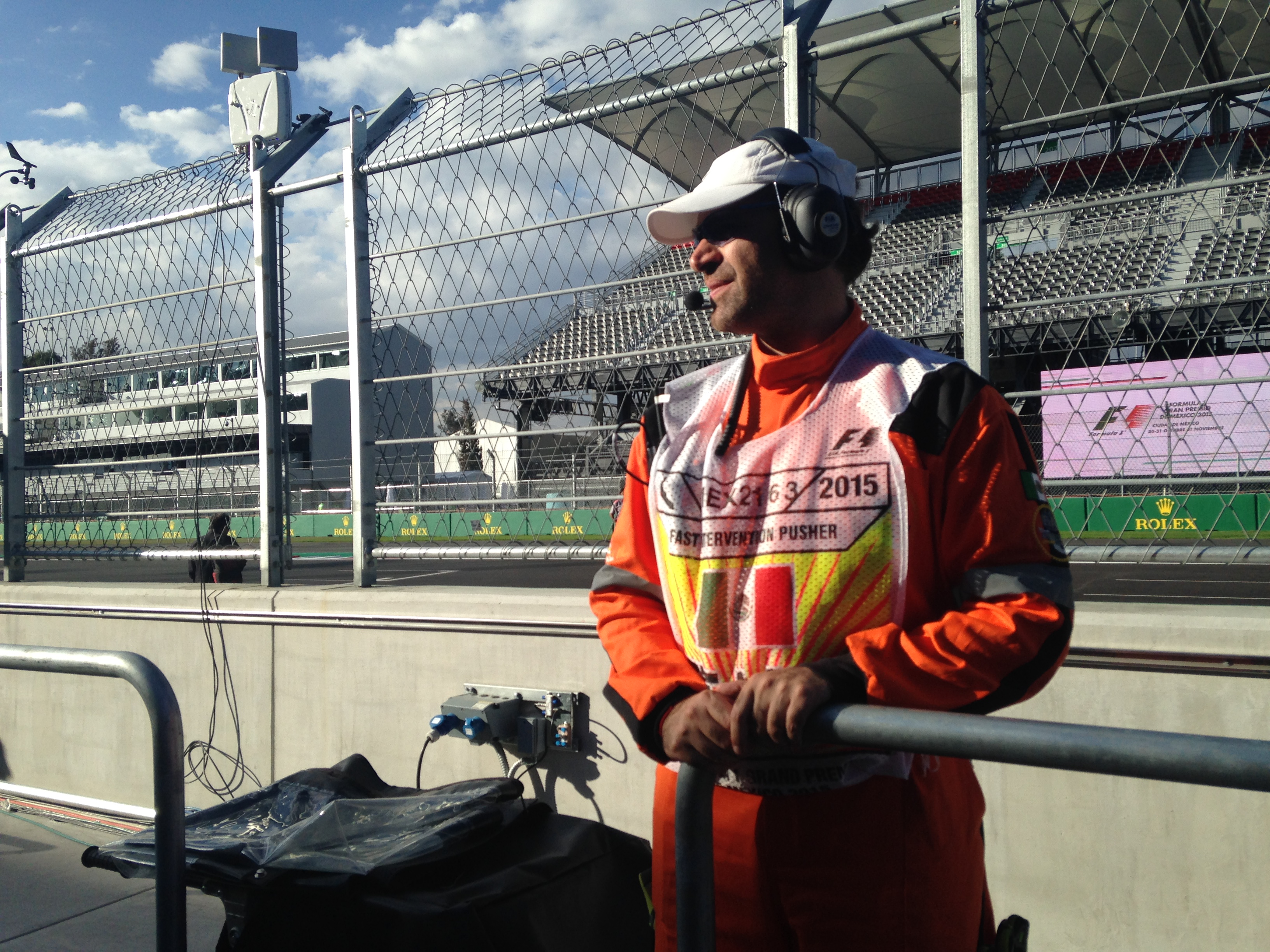
Dopo ventitré anni la Formula 1 torna a disputare una gara in Messico. Qui un commissario nella pitlane.

All'ottavo giro Bottas effettua il suo primo pit stop, seguito al giro nove da Felipe Massa e Nico Hülkenberg. Tra i piloti nelle primissime posizioni, Daniil Kvjat cambia al giro 21; nello stesso giro, Kimi Räikkönen, risalito, grazie ai pit stop degli altri piloti, al sesto posto, viene attaccato da Valtteri Bottas alla curva 4. I due collidono, col ferrarista costretto all'abbandono.
Tra il venticinquesimo e ventottesimo giro vanno al cambio gomme anche Ricciardo e i due piloti della Mercedes. La classifica vede sempre al comando Nico Rosberg, davanti a Lewis Hamilton, poi Kvjat, seguito dal duo della Williams, che ha superato Ricciardo; segue poi Nico Hülkenberg, che precede i due della Toro Rosso. Nel giro 33 Pérez passa Carlos Sainz Jr. per la nona posizione. Al giro 36 Vettel effettua la sua seconda sosta: rientra in pista fra le due Mercedes, ma dopo qualche giro decide di lasciare strada a Hamilton.
Nico Rosberg effettua al giro 46 la seconda sosta, seguito, dopo due giri anche da Lewis Hamilton. Un giro dopo Sergio Pérez strappa l'ottava piazza a Verstappen. Al giro 50 Daniel Ricciardo passa Massa, conquistando la quinta posizione. Nel giro seguente Sebastian Vettel termina la sua gara contro le barriere della curva 7. La direzione di gara decide di inviare sul tracciato la vettura di sicurezza, per dare modo ai commissari di riparare le protezioni. Era dal Gran Premio d'Australia 2006 che entrambe le vetture della Ferrari risultavano non classificate, in un gran premio.
Sfruttano la situazione diversi piloti, tra cui il duo della Red Bull e quello della Williams: Valtteri Bottas scala quarto, alle spalle di Kvjat. Alla ripartenza però il finlandese recupera subito la terza posizione.
Gli ultimi giri non vedono cambiamenti significativi nella graduatoria. Nico Rosberg si aggiudica così la sua dodicesima gara di F1, precedendo Lewis Hamilton e Valtteri Bottas.

### Gran Premio del Brasile
Carlos Sainz Jr. ha un problema tecnico nel corso del giro di ricognizione, la sua vettura si ferma sul tracciato, tanto da dover essere trainato ai box. Lo spagnolo prende il via dalla pitlane.

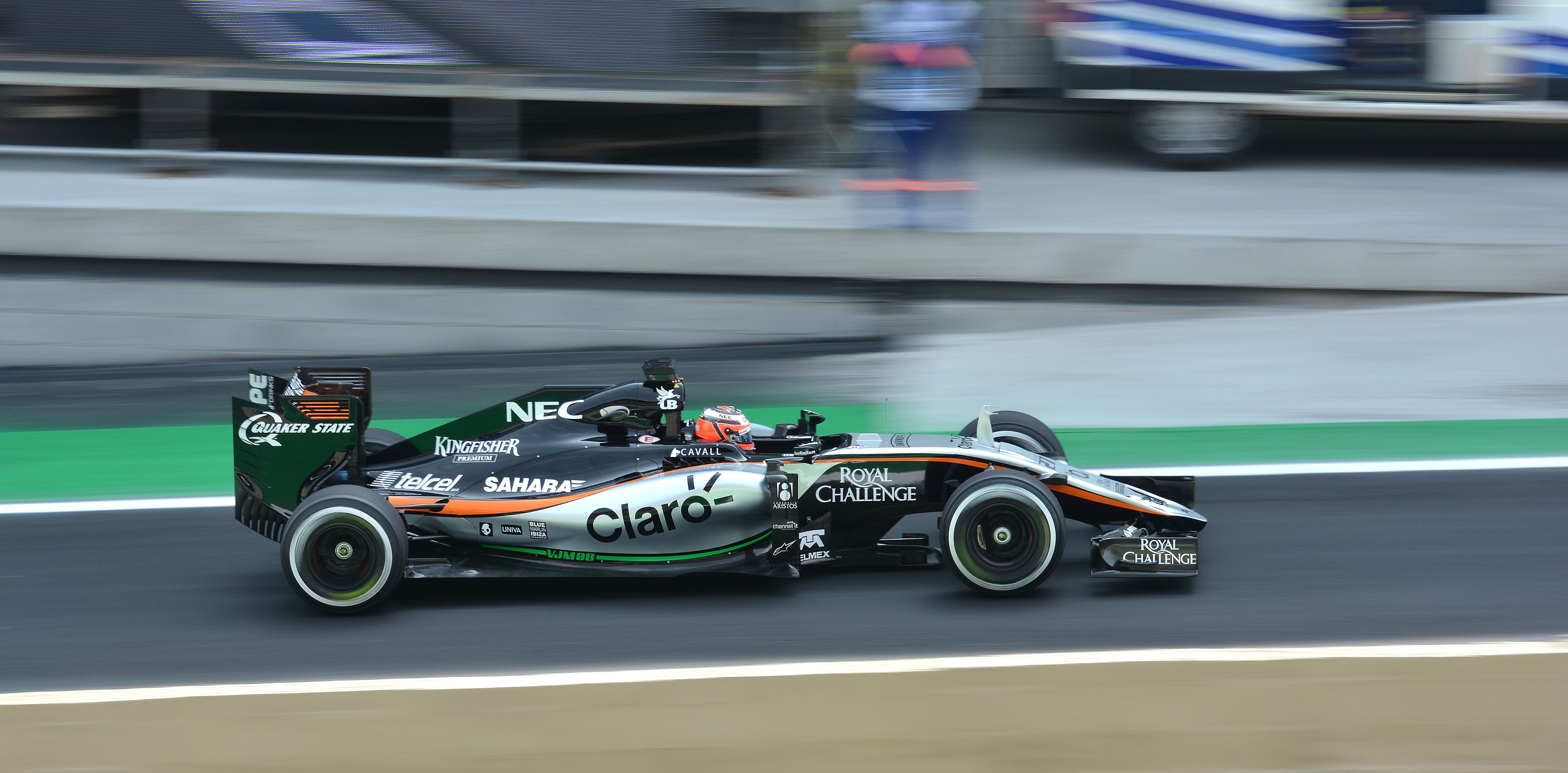
Nico Hülkenberg, qui all'uscita dalla pitlane, concluderà la gara al sesto posto.

Allo spegnimento del semaforo Nico Rosberg mantiene il comando della gara, davanti al compagno di scuderia Lewis Hamilton; dietro al duo della Mercedes si pone quello della Ferrari, poi Valtteri Bottas e Daniil Kvjat. La classifica resta invariata per diversi giri, fino a quando i piloti non effettuano la prima sosta, per il cambio degli pneumatici.
Al tredicesimo giro cambiano le gomme Nico Rosberg e Sebastian Vettel, mentre, un giro dopo, è il turno di Lewis Hamilton. Anche dopo questi pit stop la classifica resta immutata: il duo Rosberg-Hamilton guida il gruppo, seguiti poi da Vettel-Räikkönen, e da Bottas. Al giro 17 Nico Hülkenberg passa Pastor Maldonado, che non ha cambiato ancora le gomme, e conquista il sesto posto. Nel valzer dei cambi gomme il tedesco della Force India ha sopravanzato Kvjat.
Attorno al ventesimo giro Hamilton cerca di avvicinarsi a Rosberg, ma la eccessiva vicinanza tra le vetture rende troppo alta la temperatura degli pneumatici del britannico, che deve desistere dal portare un attacco al compagno di team. Al trentaduesimo giro Sebastian Vettel passa alle gomme soft, mentre il duo di testa, anche nel secondo cambio gomme, opta per le coperture di mescola media. la classifica rimane invariata, con Hamilton, rientrato in pista dietro a Kimi Räikkönen, che conquista presto la seconda posizione. Il finlandese della Ferrari effettua la seconda sosta al giro 39, tornando quarto.
Tra il quarantaseiesimo e il quarantanovesimo passaggio i primi quattro della classifica effettuano la terza sosta: Nico Rosberg continua a comandare con un discreto margine su Lewis Hamilton. Felipe Nasr esce dalla zona dei punti, passato dai due piloti della Lotus e da Max Verstappen. Al giro 58 Romain Grosjean strappa la nona posizione a Pastor Maldonado. Il venezuelano, a quattro giri dal termine, viene sorpassato anche da Verstappen.
Nico Rosberg si aggiudica la seconda gara consecutiva, davanti a Lewis Hamilton e Sebastian Vettel. Rosberg è così sicuro matematicamente del secondo posto nel campionato Piloti. Per la Mercedes è la undicesima doppietta stagionale, eguagliando il record del 2014.

### Gran Premio di Abu Dhabi
Alla partenza Nico Rosberg mantiene il comando della gara, seguito da Lewis Hamilton, Kimi Räikkönen, Sergio Pérez, Nico Hülkenberg e Daniel Ricciardo. Nelle retrovie vi è un contatto tra Fernando Alonso e Pastor Maldonado, col venezuelano costretto al ritiro e lo spagnolo penalizzato con un drive through. Già al quarto giro vi sono i primi cambi gomme, al quinto tocca a Pérez e Ricciardo e al settimo a Hülkenberg.

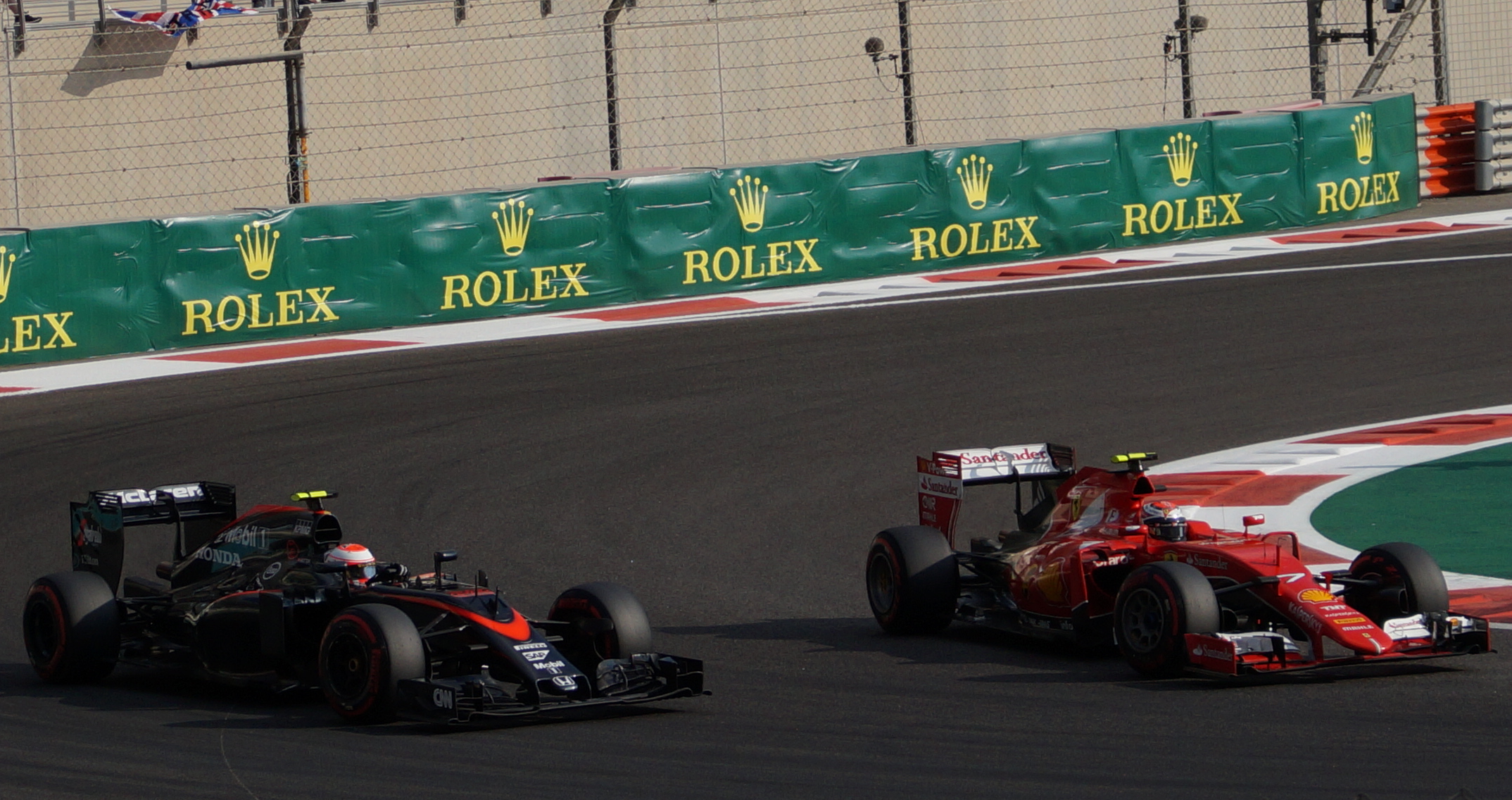
Jenson Button e Kimi Räikkönen (a destra) impegnati nel GP di Abu Dhabi.

All'ottavo giro Valtteri Bottas, in uscita dalla piazzola dei box, colpisce Jenson Button, che stava per posizionarsi sulla propria. Il finlandese danneggia il musetto, ed è costretto a compiere un intero giro di pista per cambiarlo; inoltre è penalizzato di cinque secondi. Al giro 10 vanno al cambio gomme sia Rosberg che Räikkönen. Un giro dopo è il turno per Hamilton: il britannico rientra in pista terzo, alle spalle di Sebastian Vettel, che non ha ancora effettuato soste. Il tedesco della Ferrari cede la posizione, poco dopo, sia a Hamilton che a Räikkönen. Il terzetto al comando resta nelle posizioni di prima del cambio gomme. Seguono Vettel, Pérez, Grosjean e Ricciardo.
Al giro 23 effettuano il pit stop sia Vettel che Grosjean: il tedesco scende in sesta posizione. Con la seconda tornata di soste però Vettel recupera, già al ventottesimo giro, la quarta posizione, davanti a Sergio Pérez, Daniel Ricciardo e Romain Grosjean.
Al trentunesimo passaggio Nico Rosberg cambia, per la seconda volta, gli pneumatici: va a condurre Hamilton, che sta cercando di alzare il ritmo. Anche Kimi Räikkönen effettua ancora una sosta, rientrando in pista alle spalle di Vettel, che però li cede presto la terza piazza. Vettel va al suo secondo cambio gomme al giro 40; tornato in pista sesto, in un paio di tornate, passa Ricciardo, conquistando la quinta posizione.
Lewis Hamilton attende fino al giro 41 per la seconda sosta, ove opta ancora per gomme soft: rientra in gara secondo, e tenta, negli ultimi giri, di avvicinarsi a Rosberg, ma senza successo. Al giro 45 Sebastian Vettel ripassa Pérez, per il quarto posto e, due giri dopo, Felipe Massa strappa l'ottava posizione a Daniil Kvjat. Il russo cede ancora una posizione, nei giri finali, a favore di Grosjean.
Nico Rosberg conquista la sua quattordicesima vittoria in F1, mentre la Mercedes ottiene la sua dodicesima doppietta in stagione, nuovo record. La casa tedesca batte anche il record di podi in una singola stagione, 32.

## Risultati

### Risultato dei Gran Premi
| Nº | Gran Premio                   | Circuito          | Pole position    | Giro veloce      | Pilota vincitore | Scuderia vincitrice | Resoconto |
| -- | ----------------------------- | ----------------- | ---------------- | ---------------- | ---------------- | ------------------- | --------- |
| 1  | Gran Premio d'Australia       | Melbourne         | Lewis Hamilton   | Lewis Hamilton   | Lewis Hamilton   | Mercedes            | Resoconto |
| 2  | Gran Premio della Malesia     | Sepang            | Lewis Hamilton   | Nico Rosberg     | Sebastian Vettel | Ferrari             | Resoconto |
| 3  | Gran Premio di Cina           | Shanghai          | Lewis Hamilton   | Lewis Hamilton   | Lewis Hamilton   | Mercedes            | Resoconto |
| 4  | Gran Premio del Bahrein       | Sakhir            | Lewis Hamilton   | Kimi Räikkönen   | Lewis Hamilton   | Mercedes            | Resoconto |
| 5  | Gran Premio di Spagna         | Montmeló          | Nico Rosberg     | Lewis Hamilton   | Nico Rosberg     | Mercedes            | Resoconto |
| 6  | Gran Premio di Monaco         | Montecarlo        | Lewis Hamilton   | Daniel Ricciardo | Nico Rosberg     | Mercedes            | Resoconto |
| 7  | Gran Premio del Canada        | Montréal          | Lewis Hamilton   | Kimi Räikkönen   | Lewis Hamilton   | Mercedes            | Resoconto |
| 8  | Gran Premio d'Austria         | Red Bull Ring     | Lewis Hamilton   | Nico Rosberg     | Nico Rosberg     | Mercedes            | Resoconto |
| 9  | Gran Premio di Gran Bretagna  | Silverstone       | Lewis Hamilton   | Lewis Hamilton   | Lewis Hamilton   | Mercedes            | Resoconto |
| 10 | Gran Premio d'Ungheria        | Hungaroring       | Lewis Hamilton   | Daniel Ricciardo | Sebastian Vettel | Ferrari             | Resoconto |
| 11 | Gran Premio del Belgio        | Spa-Francorchamps | Lewis Hamilton   | Nico Rosberg     | Lewis Hamilton   | Mercedes            | Resoconto |
| 12 | Gran Premio d'Italia          | Monza             | Lewis Hamilton   | Lewis Hamilton   | Lewis Hamilton   | Mercedes            | Resoconto |
| 13 | Gran Premio di Singapore      | Marina Bay        | Sebastian Vettel | Daniel Ricciardo | Sebastian Vettel | Ferrari             | Resoconto |
| 14 | Gran Premio del Giappone      | Suzuka            | Nico Rosberg     | Lewis Hamilton   | Lewis Hamilton   | Mercedes            | Resoconto |
| 15 | Gran Premio di Russia         | Soči              | Nico Rosberg     | Sebastian Vettel | Lewis Hamilton   | Mercedes            | Resoconto |
| 16 | Gran Premio degli Stati Uniti | Austin            | Nico Rosberg     | Nico Rosberg     | Lewis Hamilton   | Mercedes            | Resoconto |
| 17 | Gran Premio del Messico       | Città del Messico | Nico Rosberg     | Nico Rosberg     | Nico Rosberg     | Mercedes            | Resoconto |
| 18 | Gran Premio del Brasile       | Interlagos        | Nico Rosberg     | Lewis Hamilton   | Nico Rosberg     | Mercedes            | Resoconto |
| 19 | Gran Premio di Abu Dhabi      | Yas Marina        | Nico Rosberg     | Lewis Hamilton   | Nico Rosberg     | Mercedes            | Resoconto |

### Risultato delle qualifiche
| Nº | Pilota           |     |     |    |    |    |      |       |       |    |    |       |       |      |      |       |       |       |      |      |
| -- | ---------------- | --- | --- | -- | -- | -- | ---- | ----- | ----- | -- | -- | ----- | ----- | ---- | ---- | ----- | ----- | ----- | ---- | ---- |
| 3  | Daniel Ricciardo | 6   | 4   | 7  | 7  | 10 | 4    | 9     | 14+10 | 10 | 4  | 6     | 15+50 | 2    | 7    | 10    | 3     | 5     | 9+10 | 5    |
| 5  | Sebastian Vettel | 4   | 2   | 3  | 2  | 3  | 3    | 16+5  | 3     | 6  | 3  | 9     | 3     | 1    | 4    | 4     | 5+10  | 3     | 3    | 16   |
| 6  | Nico Rosberg     | 2   | 3   | 2  | 3  | 1  | 2    | 2     | 2     | 2  | 2  | 2     | 4     | 6    | 1    | 1     | 1     | 1     | 1    | 1    |
| 7  | Kimi Räikkönen   | 5   | 11  | 6  | 4  | 7  | 6    | 3     | 18    | 5  | 5  | 14+5  | 2     | 3    | 6    | 5     | 8+10  | 15+35 | 5    | 3    |
| 8  | Romain Grosjean  | 8   | 8+2 | 8  | 10 | 11 | 15+5 | 5     | 10    | 12 | 10 | 4+5   | 8     | 10   | 8    | 8     | 13    | 12    | 15   | 18+5 |
| 9  | Marcus Ericsson  | 15  | 10  | 10 | 13 | 16 | 17   | 13    | 12    | 15 | 17 | 13    | 10+3  | 17   | 17   | 17    | 16    | 14    | 14   | 17   |
| 11 | Sergio Pérez     | 14  | 14  | 15 | 11 | 18 | 7    | 10    | 16    | 11 | 13 | 5     | 7     | 13   | 9    | 7     | 6     | 9     | 13   | 4    |
| 12 | Felipe Nasr      | 10  | 16  | 9  | 12 | 15 | 14   | 15    | 9     | 16 | 18 | 16    | 12    | 16   | 18   | 12    | 17    | 17    | 11+3 | 14   |
| 13 | Pastor Maldonado | 9   | 12  | 11 | 16 | 12 | 8    | 6     | 11    | 14 | 14 | 8     | 11    | 18   | 13   | 14    | 15    | 13    | 16   | 13   |
| 14 | Fernando Alonso  | INF | 18  | 18 | 14 | 13 | 13   | 14    | 15+25 | 17 | 15 | 18+55 | 17+10 | 12   | 14   | 16+35 | 11    | 16+15 | 20   | 16   |
| 19 | Felipe Massa     | 3   | 7   | 4  | 6P | 9  | 12   | 17    | 4     | 3  | 8  | 7     | 5     | 9    | 5    | 15    | 9     | 7     | 8    | 8    |
| 20 | Kevin Magnussen  | 17  |     |    |    |    |      |       |       |    |    |       |       |      |      |       |       |       |      |      |
| 22 | Jenson Button    | 16  | 17  | 17 | 20 | 14 | 10   | 20+15 | 17+25 | 18 | 16 | 17+50 | 16+5  | 15   | 16   | 13    | 14    | 20+70 | 17   | 12   |
| 26 | Daniil Kvjat     | 12  | 5   | 12 | 17 | 8  | 5    | 8     | 8+10  | 7  | 7  | 12    | 14+35 | 4    | 10P  | 11    | 4     | 4     | 7    | 9    |
| 27 | Nico Hülkenberg  | 13  | 13  | 16 | 8  | 17 | 11   | 7     | 5     | 9  | 11 | 11    | 9     | 11   | 11+3 | 6     | 7     | 10    | 6    | 7    |
| 28 | Will Stevens     | NPR | NPR | 19 | 18 | 19 | 18   | 19    | 20    | 19 | 20 | 19    | 18    | 19+5 | 19   | 18    | 19+20 | 19    | 19   | 19+5 |
| 33 | Max Verstappen   | 11  | 6   | 13 | 15 | 6  | 9    | 12+15 | 7     | 13 | 9  | 15+10 | 20+30 | 8    | 15+3 | 9     | 10    | 8     | 10   | 11   |
| 44 | Lewis Hamilton   | 1   | 1   | 1  | 1  | 2  | 1    | 1     | 1     | 1  | 1  | 1     | 1     | 5    | 2    | 2     | 2     | 2     | 2    | 2    |
| 53 | Alexander Rossi  |     |     |    |    |    |      |       |       |    |    |       |       | 20+5 | 20   |       | 18    | 18    | 18   |      |
| 55 | Carlos Sainz Jr. | 7   | 15  | 14 | 9  | 5  | 20§P | 11    | 13    | 8  | 12 | 10P   | 13+35 | 14   | 12   | 20    | 20    | 11    | 12   | 10   |
| 77 | Valtteri Bottas  | NP  | 9   | 5  | 5  | 4  | 16   | 4     | 6     | 4  | 6  | 3     | 6     | 7    | 3    | 3     | 12+5  | 6     | 4+3  | 6    |
| 98 | Roberto Merhi    | NPR | 19  | 20 | 19 | 20 | 19   | 18    | 19    | 20 | 19 | 20    | 19    |      |      | 19+20 |       |       |      | P    |
| Nº | Pilota           |     |     |    |    |    |      |       |       |    |    |       |       |      |      |       |       |       |      |      |

| Legenda | + – Precede il numero di posizioni di penalità sulla griglia di partenza. § – Indica quei piloti che per penalità sono stati retrocessi in fondo alla griglia di partenza. P – Indica quei piloti che hanno preso il via dalla pit lane. |

## Classifiche

### Sistema di punteggio
| Posizione | 1ª | 2ª | 3ª | 4ª | 5ª | 6ª | 7ª | 8ª | 9ª | 10ª |
| Punti     | 25 | 18 | 15 | 12 | 10 | 8  | 6  | 4  | 2  | 1   |

### Classifica piloti
| Pos. | Pilota           |     |     |     |     |     |     |     |     |     |     |     |     |     |     |     |     |     |     |     | Punti |
| ---- | ---------------- | --- | --- | --- | --- | --- | --- | --- | --- | --- | --- | --- | --- | --- | --- | --- | --- | --- | --- | --- | ----- |
| 1    | Lewis Hamilton   | 1   | 2   | 1   | 1   | 2   | 3   | 1   | 2   | 1   | 6   | 1   | 1   | Rit | 1   | 1   | 1   | 2   | 2   | 2   | 381   |
| 2    | Nico Rosberg     | 2   | 3   | 2   | 3   | 1   | 1   | 2   | 1   | 2   | 8   | 2   | 17* | 4   | 2   | Rit | 2   | 1   | 1   | 1   | 322   |
| 3    | Sebastian Vettel | 3   | 1   | 3   | 5   | 3   | 2   | 5   | 4   | 3   | 1   | 12* | 2   | 1   | 3   | 2   | 3   | Rit | 3   | 4   | 278   |
| 4    | Kimi Räikkönen   | Rit | 4   | 4   | 2   | 5   | 6   | 4   | Rit | 8   | Rit | 7   | 5   | 3   | 4   | 8   | Rit | Rit | 4   | 3   | 150   |
| 5    | Valtteri Bottas  | NP  | 5   | 6   | 4   | 4   | 14  | 3   | 5   | 5   | 13  | 9   | 4   | 5   | 5   | 12* | Rit | 3   | 5   | 13  | 136   |
| 6    | Felipe Massa     | 4   | 6   | 5   | 10  | 6   | 15  | 6   | 3   | 4   | 12  | 6   | 3   | Rit | 17  | 4   | Rit | 6   | SQ  | 8   | 121   |
| 7    | Daniil Kvjat     | NP  | 9   | Rit | 9   | 10  | 4   | 9   | 12  | 6   | 2   | 4   | 10  | 6   | 13  | 5   | Rit | 4   | 7   | 10  | 95    |
| 8    | Daniel Ricciardo | 6   | 10  | 9   | 6   | 7   | 5   | 13  | 10  | Rit | 3   | Rit | 8   | 2   | 15  | 15* | 10  | 5   | 11  | 6   | 92    |
| 9    | Sergio Pérez     | 10  | 13  | 11  | 8   | 13  | 7   | 11  | 9   | 9   | Rit | 5   | 6   | 7   | 12  | 3   | 5   | 8   | 12  | 5   | 78    |
| 10   | Nico Hülkenberg  | 7   | 14  | Rit | 13  | 15  | 11  | 8   | 6   | 7   | Rit | NP  | 7   | Rit | 6   | Rit | Rit | 7   | 6   | 7   | 58    |
| 11   | Romain Grosjean  | Rit | 11  | 7   | 7   | 8   | 12  | 10  | Rit | Rit | 7   | 3   | Rit | 13* | 7   | Rit | Rit | 10  | 8   | 9   | 51    |
| 12   | Max Verstappen   | Rit | 7   | 17* | Rit | 11  | Rit | 15  | 8   | Rit | 4   | 8   | 12  | 8   | 9   | 10  | 4   | 9   | 9   | 16  | 49    |
| 13   | Felipe Nasr      | 5   | 12  | 8   | 12  | 12  | 9   | 16  | 11  | NP  | 11  | 11  | 13  | 10  | 20* | 6   | 9   | Rit | 13  | 15  | 27    |
| 14   | Pastor Maldonado | Rit | Rit | Rit | 15  | Rit | Rit | 7   | 7   | Rit | 14  | Rit | Rit | 12  | 8   | 7   | 8   | 11  | 10  | Rit | 27    |
| 15   | Carlos Sainz Jr. | 9   | 8   | 13  | Rit | 9   | 10  | 12  | Rit | Rit | Rit | Rit | 11  | 9   | 10  | Rit | 7   | 13  | Rit | 11  | 18    |
| 16   | Jenson Button    | 11  | Rit | 14  | NP  | 16  | 8   | Rit | Rit | Rit | 9   | 14  | 14  | Rit | 16  | 9   | 6   | 14  | 14  | 12  | 16    |
| 17   | Fernando Alonso  | INF | Rit | 12  | 11  | Rit | Rit | Rit | Rit | 10  | 5   | 13  | 18* | Rit | 11  | 11  | 11  | Rit | 15  | 17  | 11    |
| 18   | Marcus Ericsson  | 8   | Rit | 10  | 14  | 14  | 13  | 14  | 13  | 11  | 10  | 10  | 9   | 11  | 14  | Rit | Rit | 12  | 16  | 14  | 9     |
| 19   | Roberto Merhi    | NPR | 15  | 16  | 17  | 18  | 16  | Rit | 14  | 12  | 15  | 15  | 16  |     |     | 13  |     |     |     | 19  | 0     |
| 20   | Alexander Rossi  |     |     |     |     |     |     |     |     |     |     |     |     | 14  | 18  |     | 12  | 15  | 18  |     | 0     |
| 21   | Will Stevens     | NPR | NP  | 15  | 16  | 17  | 17  | 17  | Rit | 13  | 16* | 16  | 15  | 15  | 19  | 14  | Rit | 16  | 17  | 18  | 0     |
| -    | Kevin Magnussen  | NP  |     |     |     |     |     |     |     |     |     |     |     |     |     |     |     |     |     |     | 0     |
| Pos. | Pilota           |     |     |     |     |     |     |     |     |     |     |     |     |     |     |     |     |     |     |     | Punti |

| Legenda | 1º posto     | 2º posto | 3º posto    | A punti         | Senza punti/Non class.  | Grassetto – Pole position Corsivo – Giro più veloce |
| Legenda | Squalificato | Ritirato | Non partito | Non qualificato | Solo prove/Terzo pilota | Grassetto – Pole position Corsivo – Giro più veloce |

* – Indica i piloti ritirati ma ugualmente classificati avendo coperto, come previsto dal regolamento, almeno il 90% della distanza di gara.

### Classifica costruttori
| Pos. | Costruttore             | Pilota     |     |     |     |     |     |     |     |     |     |     |     |     |     |     |     |     |     |     |     | Punti |
| ---- | ----------------------- | ---------- | --- | --- | --- | --- | --- | --- | --- | --- | --- | --- | --- | --- | --- | --- | --- | --- | --- | --- | --- | ----- |
| 1    | Mercedes                | Hamilton   | 1   | 2   | 1   | 1   | 2   | 3   | 1   | 2   | 1   | 6   | 1   | 1   | Rit | 1   | 1   | 1   | 2   | 2   | 2   | 703   |
| 1    | Mercedes                | Rosberg    | 2   | 3   | 2   | 3   | 1   | 1   | 2   | 1   | 2   | 8   | 2   | 17* | 4   | 2   | Rit | 2   | 1   | 1   | 1   | 703   |
| 2    | Ferrari                 | Vettel     | 3   | 1   | 3   | 5   | 3   | 2   | 5   | 4   | 3   | 1   | 12* | 2   | 1   | 3   | 2   | 3   | Rit | 3   | 4   | 428   |
| 2    | Ferrari                 | Räikkönen  | Rit | 4   | 4   | 2   | 5   | 6   | 4   | Rit | 8   | Rit | 7   | 5   | 3   | 4   | 8   | Rit | Rit | 4   | 3   | 428   |
| 3    | Williams-Mercedes       | Massa      | 4   | 6   | 5   | 10  | 6   | 15  | 6   | 3   | 4   | 12  | 6   | 3   | Rit | 17  | 4   | Rit | 6   | SQ  | 8   | 257   |
| 3    | Williams-Mercedes       | Bottas     | NP  | 5   | 6   | 4   | 4   | 14  | 3   | 5   | 5   | 13  | 9   | 4   | 5   | 5   | 12* | Rit | 3   | 5   | 13  | 257   |
| 4    | Red Bull Racing-Renault | Ricciardo  | 6   | 10  | 9   | 6   | 7   | 5   | 13  | 10  | Rit | 3   | Rit | 8   | 2   | 15  | 15* | 10  | 5   | 11  | 6   | 187   |
| 4    | Red Bull Racing-Renault | Kvjat      | NP  | 9   | Rit | 9   | 10  | 4   | 9   | 12  | 6   | 2   | 4   | 10  | 6   | 13  | 5   | Rit | 4   | 7   | 10  | 187   |
| 5    | Force India-Mercedes    | Hülkenberg | 7   | 14  | Rit | 13  | 15  | 11  | 8   | 6   | 7   | Rit | NP  | 7   | Rit | 6   | Rit | Rit | 7   | 6   | 7   | 136   |
| 5    | Force India-Mercedes    | Pérez      | 10  | 13  | 11  | 8   | 13  | 7   | 11  | 9   | 9   | Rit | 5   | 6   | 7   | 12  | 3   | 5   | 8   | 12  | 5   | 136   |
| 6    | Lotus-Mercedes          | Grosjean   | Rit | 11  | 7   | 7   | 8   | 12  | 10  | Rit | Rit | 7   | 3   | Rit | 13* | 7   | Rit | Rit | 10  | 8   | 9   | 78    |
| 6    | Lotus-Mercedes          | Maldonado  | Rit | Rit | Rit | 15  | Rit | Rit | 7   | 7   | Rit | 14  | Rit | Rit | 12  | 8   | 7   | 8   | 11  | 10  | Rit | 78    |
| 7    | STR-Renault             | Verstappen | Rit | 7   | 17* | Rit | 11  | Rit | 15  | 8   | Rit | 4   | 8   | 12  | 8   | 9   | 10  | 4   | 9   | 9   | 16  | 67    |
| 7    | STR-Renault             | Sainz Jr.  | 9   | 8   | 13  | Rit | 9   | 10  | 12  | Rit | Rit | Rit | Rit | 11  | 9   | 10  | Rit | 7   | 13  | Rit | 11  | 67    |
| 8    | Sauber-Ferrari          | Ericsson   | 8   | Rit | 10  | 14  | 14  | 13  | 14  | 13  | 11  | 10  | 10  | 9   | 11  | 14  | Rit | Rit | 12  | 16  | 14  | 36    |
| 8    | Sauber-Ferrari          | Nasr       | 5   | 12  | 8   | 12  | 12  | 9   | 16  | 11  | NP  | 11  | 11  | 13  | 10  | 20* | 6   | 9   | Rit | 13  | 15  | 36    |
| 9    | McLaren-Honda           | Alonso     | INF | Rit | 12  | 11  | Rit | Rit | Rit | Rit | 10  | 5   | 13  | 18* | Rit | 11  | 11  | 11  | Rit | 15  | 17  | 27    |
| 9    | McLaren-Honda           | Magnussen  | NP  |     |     |     |     |     |     |     |     |     |     |     |     |     |     |     |     |     |     | 27    |
| 9    | McLaren-Honda           | Button     | 11  | Rit | 14  | NP  | 16  | 8   | Rit | Rit | Rit | 9   | 14  | 14  | Rit | 16  | 9   | 6   | 14  | 14  | 12  | 27    |
| 10   | Marussia-Ferrari        | Stevens    | NPR | NPR | 15  | 16  | 17  | 17  | 17  | Rit | 13  | 16* | 16  | 15  | 15  | 19  | 14  | Rit | 16  | 17  | 18  | 0     |
| 10   | Marussia-Ferrari        | Merhi      | NPR | 15  | 16  | 17  | 18  | 16  | Rit | 14  | 12  | 15  | 15  | 16  |     |     | 13  |     |     |     | 19  | 0     |
| 10   | Marussia-Ferrari        | Rossi      |     |     |     |     |     |     |     |     |     |     |     |     | 14  | 18  |     | 12  | 15  | 18  |     | 0     |
| Pos. | Costruttore             | Pilota     |     |     |     |     |     |     |     |     |     |     |     |     |     |     |     |     |     |     |     | Punti |

| Legenda | Grassetto – Pole position Corsivo – Giro più veloce | 1º posto     | 2º posto | 3º posto    | A punti         | Senza punti |
| Legenda | Grassetto – Pole position Corsivo – Giro più veloce | Squalificato | Ritirato | Non partito | Non qualificato |             |

 * – Indica i piloti ritirati ma ugualmente classificati avendo coperto, come previsto dal regolamento, almeno il 90% della distanza di gara.

## Test post-stagionali
Il 1º dicembre, sul Circuito di Yas Marina, si tiene una sessione di test, di ben 12 ore, finalizzata, principalmente, allo studio degli pneumatici, per la stagione 2016. Il lavoro si è concentrato tra le diverse varianti di gomme ultra soft, nuovo tipo di mescola, che sarà introdotto dal 2016, al fine di individuare la variante migliore. I vari prototipi non erano riconoscibili, così come ai team non sono state offerte indicazioni in merito alla variante utilizzata di volta in volta. Le scuderie, inoltre, non hanno potuto modificare le componenti utilizzate durante il test.
In totale sono stati compiuti 1.084 giri, pari a oltre 6.000 km. Il pilota più veloce è stato il belga Stoffel Vandoorne, su McLaren, in 1'44"103.